# Jean-Jacques Rousseau

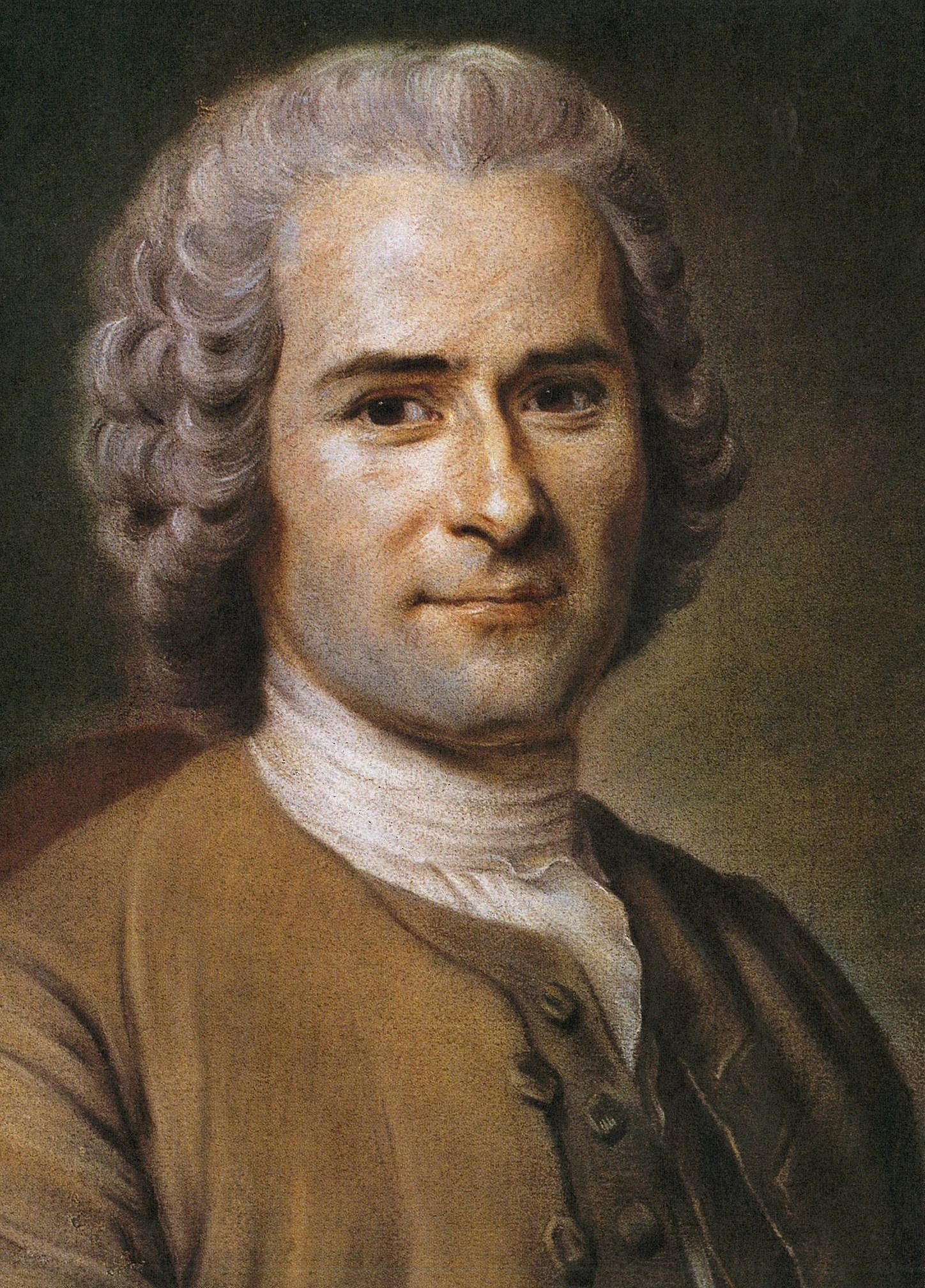
Jean-Jacques Rousseau, Pastell von Maurice Quentin de La Tour, 1753

Jean-Jacques Rousseau [ʒɑ̃'ʒak ʁu'so] (* 28. Juni 1712 in Genf; † 2. Juli 1778 in Ermenonville bei Paris) war ein Genfer Schriftsteller, Philosoph, Pädagoge, Naturforscher und Komponist.
Seine der Aufklärung zugehörige politische Philosophie erlangte Bedeutung in Europa und darüber hinaus. Er gehörte zu den Vordenkern der Aufklärung und war ein wichtiger Wegbereiter der Französischen Revolution. Rousseau hatte zudem großen Einfluss auf die Pädagogik des späten 18. sowie des 19. und 20. Jahrhunderts im europäischen Kulturkreis. Sein Werk ist unlösbarer Bestandteil der französischen und der europäischen Literatur- und Geistesgeschichte. Der Rousseau verkürzend zugeschriebene Aufruf „Zurück zur Natur!“ (Retour à la nature!) fand zahlreiche Anhänger auf theoretischer Ebene wie auch in der gesellschaftlichen Praxis.
Abweichend vom vorherrschenden Zeitgeist, der vom Fortschrittsglauben der Aufklärung und dem Ideal der Vernunft geprägt war, setzte Rousseau seine Akzente bei der Naturnähe (nature) und beim Gemeinwillen (volonté générale). Für ihn war der vermeintliche zivilisatorische Fortschritt mit zunehmender sozialer Ungleichheit verbunden und mit einem Rückschritt für den gesellschaftlichen Zusammenhalt. Seine postum (1782–1790) veröffentlichte Autobiografie Die Bekenntnisse wurde wegen ihrer Offenheit und der schonungslosen Kritik an sich selbst bekannt und wird noch heute viel gelesen und diskutiert.

## Leben und Schaffen
Über Rousseaus Leben erfahren wir aus seiner Sicht viel über seine drei autobiografischen Schriften, darunter vor allem die Bekenntnisse und seiner umfangreichen Korrespondenz (20 Bände). Da er im Zentrum des intellektuellen Lebens seiner Zeit stand, haben auch viele Zeitgenossen über ihn geschrieben.

### Familie
Rousseaus Vater Isaac lebte von 1672 bis 1748 und war Uhrmachermeister. Von 1705 bis 1711 lebte Isaac Rousseau in Konstantinopel, wo er als Uhrmacher des Sultans am Serail (dem Palast des osmanischen Herrschers) Genfer Uhren reparierte. Sein Cousin Jacques Rousseau (1683–1753, Vater des französischen Orientalisten Jean-François Xavier Rousseau), folgte ihm von Genf zwischenzeitlich als Hofjuwelier nach Konstantinopel. Er war sowohl in seinem Handwerk geschickt, als auch gebildet und las neben französischer Literatur lateinische und griechische Texte. Sein Charakter war schwierig.
Rousseaus Mutter Suzanne Bernard (1673–1712) war Tochter eines Genfer Pastors. Das Paar lebte bei Jean-Jacques Rousseaus Geburt im Haus ihres Vaters im Zentrum von Genf.

### Kindheit

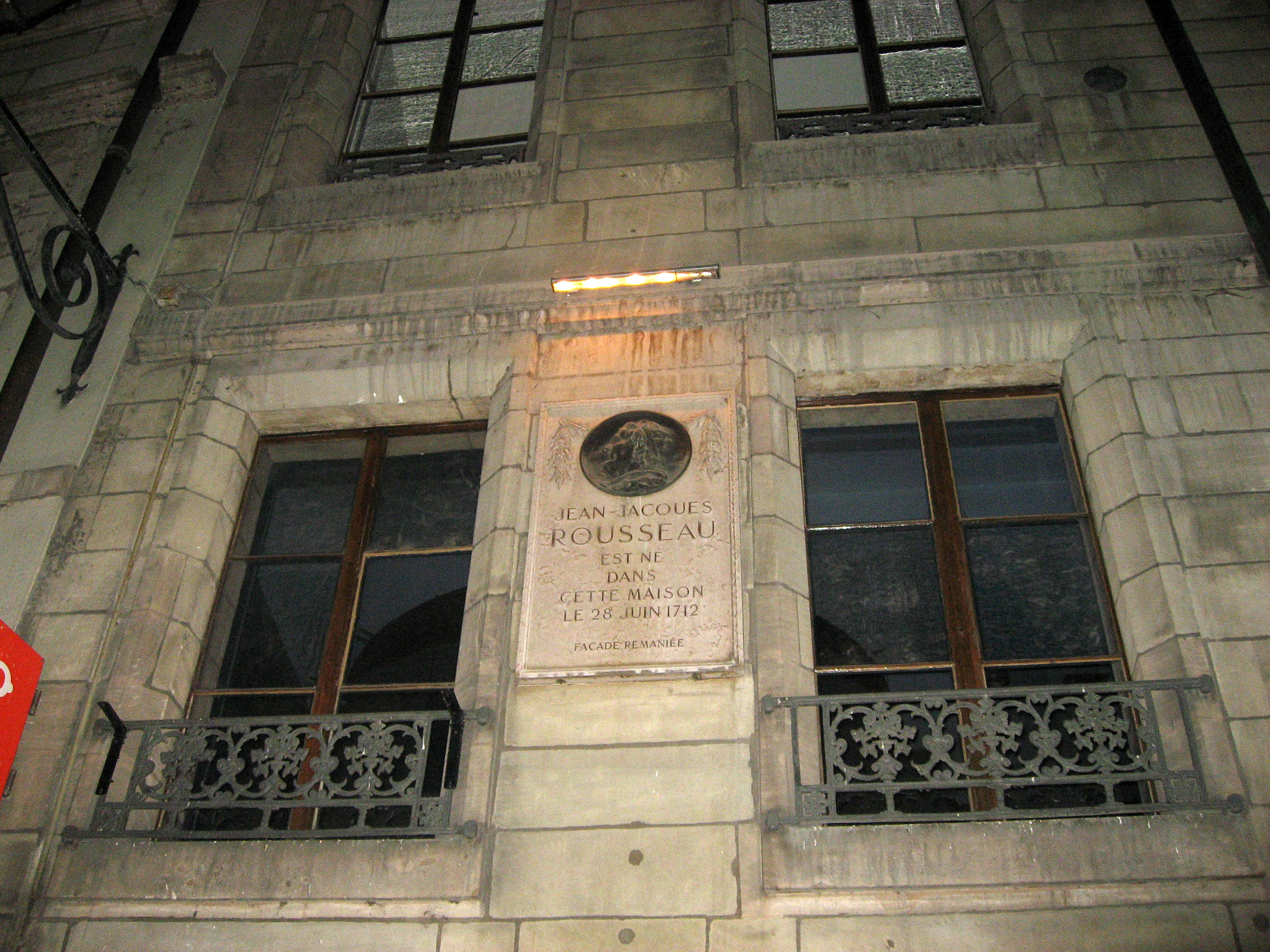
Geburtshaus von Jean-Jacques Rousseau in der Altstadt von Genf

Die Mutter starb 1712 in Genf, neun Tage nach Rousseaus Geburt – wahrscheinlich am Kindbettfieber : „Nach zehn Monaten wurde ich krank und schwächlich geboren; kostete meiner Mutter das Leben, und meine Geburt war mein erstes Unglück.“ In der Folge übernahm eine jüngere Schwester des Vaters den Haushalt. Sie kümmerte sich liebevoll um das oft kränkelnde und empfindsame Kind, das seit seiner Geburt an einem organischen Fehler der Harnblase litt. Diese andauernde körperliche Belastung wird oft als einer der Gründe für die empfindliche Gereiztheit angesehen, die Rousseau zeit seines Lebens charakterisierte.
Der Vater förderte schon früh die Leselust seines Sohnes, indem er nächtelang gemeinsam mit ihm las, unter anderem die Biographien Plutarchs, die lebenslang Rousseaus Lieblingslektüre bildeten. 1718 zogen Vater und Sohn in das ärmere Handwerkerviertel St. Gervais auf der anderen Rhoneseite. An diese Zeit erinnerte sich Jean-Jacques:

« Mon Père, en m'embrassent, fut saisi d'un tressaillement que je crois sentir et partager encore. "Jean-Jacques, me disait-il, aime ton pays". »

„Mein Vater, als er mich küsste, wurde von einem Zucken erfasst, von dem ich glaube, dass es ganz und gar ist und dass ich es noch immer teile. "Jean-Jacques, liebe dein Land".“

1722 änderte sich die Situation des Zehnjährigen drastisch. Der Vater flüchtete nach einer Rauferei mit einem Offizier, in dessen Verlauf er diesen mit einem Degenstich verletzt hatte, aus Genf vor der drohenden Gefängnisstrafe. Den Sohn ließ er in der Obhut seines Schwagers, Gabriel Bernard, zurück. Während der nächsten zwei Jahre lebte Rousseau bei Pfarrer Lambercier in Bossey (Waadt), wo er Unterricht erhielt, aber unter ungerechter Bestrafung und körperlicher Misshandlung litt. Ähnlich erging es ihm später während eines Aufenthalts bei einer Tante väterlicherseits. Mit zwölf Jahren schickte ihn sein Onkel Gabriel Bernard zu einem Gerichtsvollzieher in die Lehre, eine für ihn traumatische Erfahrung:
Ein Jahr später kam er bei einem Graveur namens Abel Ducommun in die Lehre. An dieser kunsthandwerklichen Tätigkeit fand er mehr Gefallen als an der Eintreibung von Schulden und sie verhalf ihm auf seinen frühen Reisen hin und wieder zu Einkommen; Leselust und Träumereien erschwerten jedoch Freundschaften unter den Altersgenossen und führten immer wieder zu Bestrafungen.
1726 heiratete Rousseaus Vater ein zweites Mal (die Ehe wurde an dessen Zufluchtsort Nyon geschlossen); seitdem zeigte er nur noch ein geringes Interesse an dem Jungen.

### Jugend

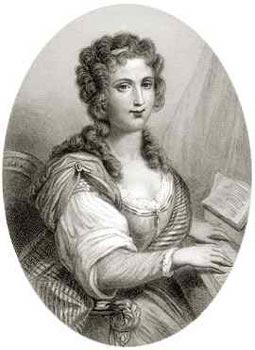
Madame de Warens

Als Rousseau im März 1728 bei der späten Rückkehr von einem Sonntagsausflug das Stadttor verschlossen fand, was davor bereits zweimal geschehen war und ihm jeweils eine Prügelstrafe eingebracht hatte, folgte er einer schon länger gehegten Idee und ging auf Wanderschaft. In Savoyen lernte er nach einigen Tagen einen katholischen Geistlichen kennen, der den Kontakt zu Madame de Warens in Annecy vermittelte. Sie war soeben aus der Schweiz nach Savoyen ausgewandert und Katholikin geworden; in Annecy lebte sie unter Schutz (und Beobachtung) der katholischen Geistlichkeit. Madame de Warens nahm Rousseau auf, schickte ihn aber auf kirchlichen Ratschlag hin schon drei Tage später nach Turin. Dort ließ er sich nach vierteljähriger Unterweisung im Hospice des catéchumènes katholisch taufen. Die Reise dorthin unternahm er in Begleitung eines Bauernpaars zu Fuß. Seinen Lebensunterhalt verdiente er in Turin als Diener, später als Sekretär in adligen Häusern.
Ein Jahr später kehrte er zu Madame de Warens zurück. Ihrem Vorschlag folgend, trat er für kurze Zeit in das Priesterseminar von Annecy ein. Anschließend vermittelte sie ihn an den Leiter der Dom-Musikschule, da er ihr während der Hausmusikstunden als talentierter Sänger aufgefallen war. Der Schulleiter nahm ihn bei sich auf und unterrichtete ihn in Chorgesang und Flöte. Es folgten einige fruchtbare Monate, in denen Rousseau die Grundlagen seiner Musikkenntnisse erwarb.
Als sein Lehrer eine neue Stelle in Lyon antrat, begleitete Rousseau ihn zunächst, kehrte dann aber nach Annecy zurück. Da jedoch Madame de Warens nach Paris gereist war, ging Rousseau erneut auf Wanderschaft. Sie führte ihn unter anderem nach Lausanne, Nyon (wo er auch den Vater besuchte), ins preußische Neuchâtel und im Sommer 1731 zum ersten Mal nach Paris. In Neuchâtel versuchte er sich erfolglos als Musiklehrer. Während seiner Wanderschaft litt Rousseau immer wieder große Armut. Sie zwang ihn zum Betteln, brachte ihn aber auch mit den notleidenden Bauern in Verbindung.
Am 3. April 1731 begegnete Rousseau auf einem Spaziergang in Boudry einem italienisch sprechenden Mann „mit einem großen schwarzen Bart und einem veilchenfarbenen Gewand nach griechischer Art“, der angab, als „griechisch-katholischer Prälat und Archimandrit von Jerusalem“ in Europa Mittel für die Wiederherstellung des Heiligen Grabs in Jerusalem zu sammeln. Rousseau ließ sich dazu bewegen, den vermeintlichen „Archimandriten“ als Sekretär und Dolmetscher zu begleiten. Sie sammelten zunächst Geld in Freiburg sowie Bern und reisten anschließend nach Solothurn zum französischen Gesandten weiter. Bei diesem handelte es sich um den Marquis Jean-Louis d’Usson de Bonnac, der zuvor Botschafter im Osmanischen Reich gewesen war und den angeblichen Prälaten und Archimandriten als Schwindler enttarnte. Da Rousseau bei Marquis de Bonnac einen guten Eindruck erweckt hatte, konnte er sich einige Tage in der Residenz aufhalten und dann mit Empfehlungsbriefen und hundert Franken Reisegeld nach Paris reisen.
In Paris erhielt Rousseau sich, indem er in den Dienst eines jungen Schweizers eintrat. Nachdem er aber erfahren hatte, dass Madame de Warens sich wieder in Savoyen aufhielt, diesmal in Chambéry, kehrte er zu seiner dreizehn Jahre älteren „Maman“, wie er sie nannte, zurück. Sie nahm ihn nun wie einen Ziehsohn auf und vermittelte ihm eine Schreiberstelle im Katasteramt, die er jedoch 1732, nach acht Monaten, wieder aufgab, um als Musiklehrer zu arbeiten.
Es folgten fünf glückliche Jahre, die für seine fast gänzlich autodidaktisch erworbene Bildung sehr wichtig waren. Er las, musizierte, experimentierte und begann zu schreiben. Die Gastgeberin führte den anfänglich Widerstrebenden auch in die Liebeskunst ein, hatte allerdings mit dem bei ihr als Faktotum beschäftigten Claude Anet neben Rousseau noch einen weiteren Liebhaber. 1735 pachtete Madame de Warens das vor den Toren Chambérys gelegene Anwesen Les Charmettes. Dieser Ort verkörperte für Rousseau in den kommenden drei Jahren das „Ideal eines geordneten und glücklichen Lebens“.
Im Sommer 1736 erlitt er durch einen Explosionsunfall bei chemischen Experimenten eine Augenverletzung, weswegen er sich im Herbst zu einem Arzt nach Montpellier begab. Als er Anfang 1738 zurückkehrte, hatte Madame de Warens mit ihrem neuen Sekretär und Hausverwalter Jean-Samuel-Rodolphe Wintzenried ein Verhältnis begonnen. Zwar bot sie Rousseau ein erneutes Dreiecksverhältnis an, doch dies lehnte er ab. Dennoch blieb er weitere zwei Jahre bei ihr, bis er im Frühjahr 1740 eine Stelle als Hauslehrer bei der Familie Mably in Lyon antrat.
Nachdem er im Frühjahr 1741 noch einmal nach Les Charmettes zurückgekehrt war, reiste er im Sommer 1742 nach Paris, um ein von ihm entwickeltes, auf Zahlen basierendes Notensystem von der Académie des sciences patentieren zu lassen. Er durfte es dort präsentieren, bekam ein Zertifikat und ließ Anfang 1743 seine Präsentation als Dissertation sur la musique moderne (Abhandlung über die moderne Musik) im Druck erscheinen. Auch lernte er den Komponisten Jean-Philippe Rameau kennen, der Rousseaus System zwar für die ihm eigene Exaktheit lobte, gleichzeitig aber geltend machte, es sei der abstrakteren Notenschrift, die den Verlauf der Melodie veranschauliche, unterlegen. Auch sonst setzte sich Rousseaus Notationssystem nicht durch.
Immerhin erhielt er Zugang zum bekannten literarischen Salon von Madame Dupin und lernte führende Köpfe der Stadt kennen. Auch begann er, die Oper Les Muses galantes zu komponieren. Im Sommer 1743 reiste er nach Venedig, wo er für den neuen französischen Gesandten als Gesandtschaftssekretär arbeitete. Rousseau zerstritt sich jedoch mit seinem Herrn und kehrte schon im Herbst 1744 nach Paris zurück.

### Paris: Im Kreis der Vordenker der Aufklärung

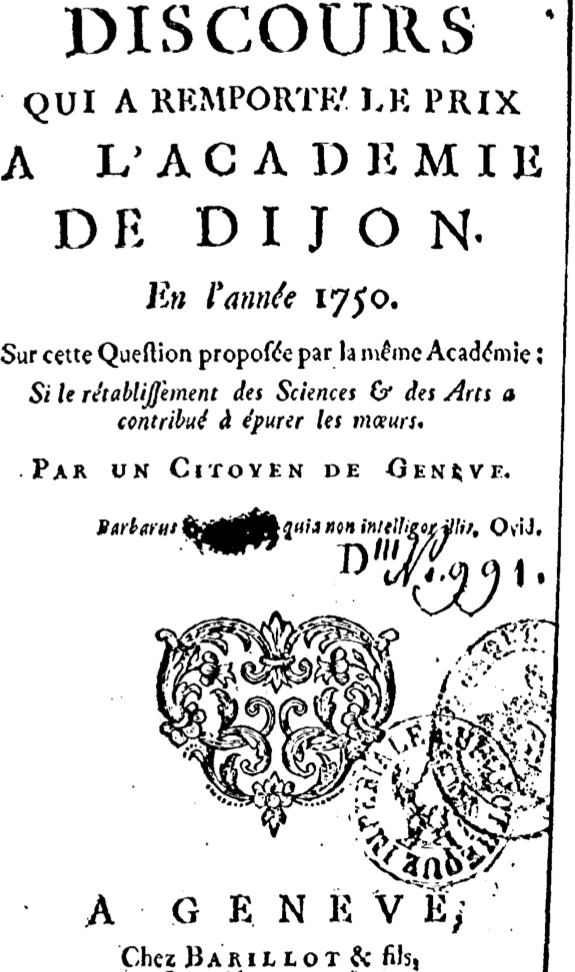
Titelblatt von Rousseaus Discours sur les Sciences et les Arts. (1750) Erstdruck Genf 1752

In Paris machte Rousseau 1745 die Bekanntschaft verschiedener Mäzene, so die des Alexandre Le Riche de La Pouplinière, mit dessen Hilfe er seine fertiggestellte Oper Les Muses galantes aufführen ließ. Vor allem knüpfte er Kontakte zu anderen jungen Intellektuellen, die zu den Vordenkern der Aufklärung gehörten, darunter Denis Diderot, Étienne Bonnot de Condillac und Jean-Baptiste le Rond d’Alembert, den Herausgebern der 1746 von Diderot initiierten Encyclopédie. Sie trafen sich regelmäßig im Salon des Baron d’Holbach. Durch seine eigene Mitarbeit an der Encyclopédie (Neben Artikeln zur Musikwissenschaft auch durch seine Abhandlung über die politische Ökonomie) und zahlreiche Korrespondenzen, darunter nicht zuletzt mit Voltaire, knüpfte er ein intellektuelles Netzwerk, das sich über ganz Europa erstreckte. Der intellektuelle und persönliche Kontakt zu diesen atheistisch orientierten Wissenschaftlern wurde seit 1761 schwieriger, weil Rousseau auf seinem Glauben an Gott beharrte:

„Demgegenüber glaube ich, dass sich Gott den Menschen sowohl durch seine Werke wie in ihrem Herzen hinreichend offenbart hat, und wenn es Menschen gibt, die ihn nicht erkennen, so ist dies meiner Ansicht nach deshalb so, weil sie ihn nicht erkennen wollen oder kein Bedürfnis danach haben. Dies ist der Fall des Wilden, der ohne Kultur ist, der von seiner Vernunft noch keinen Gebrauch gemacht hat … Dieser Mensch kennt Gott nicht, aber verletzt ihn auch nicht. Anders ist es dagegen beim Philosophen, der seinen Verstand über alles, was von ihm gedacht wurde, erheben und ihn verbessern und verfeinern will.....und, weil er von allem mehr und alles besser wissen will als die anderen, schließlich gar nichts weiß.“

Durch seinen eigenen Wechsel von der protestantischen zur katholischen Religion (und zurück) habe er bewiesen, dass die äußere Form, in der man seinen Glauben ausdrücke, nicht wesentlich sei – so schreibt er seinem Freund Pierre-Alexandre du Peyrou.
Daneben folgten weitere literarische Versuche, so schrieb er z. B. 1747 die Komödie L’Engagement téméraire.
Ebenfalls 1745 begann er ein festes Verhältnis mit der Wäscherin Thérèse Levasseur (1721–1801), die im Folgejahr ihr erstes Kind gebar. Rousseau, der selbst früh Halbwaise wurde, drängte Thérèse, das Kind in eine Einrichtung für „Findelkinder“ (Enfants trouvés) zu geben. Auch die vier später geborenen Kinder verschwanden in Waisenhäusern. Obgleich die Lebenserwartung dort gering war, entsprach dies einer damals nicht unüblichen Praxis. Rousseaus väterliches Verhalten wird bis heute als schwerster Einwand gegen seine Persönlichkeit erhoben; auch schon seinerzeit, so etwa von Voltaire. Insbesondere Rousseaus Glaubwürdigkeit als pädagogischer Theoretiker wird von hier aus in Frage gestellt. Rousseau selbst führte eine ganze Reihe von Entschuldigungsgründen an: „Hätte ich sie der Frau von Epinay oder der Frau von Luxembourg überlassen, die sich sei es aus Freundschaft, sei es aus Edelmuth oder aus irgend einem andern Grunde später ihrer haben annehmen wollen, wären sie wohl zu gesitteten und gebildeten Leuten erzogen worden? Ich weiß es nicht; aber davon bin ich überzeugt, daß man sie zum Hasse, vielleicht zum Verrathe ihrer Eltern getrieben hätte; es ist hundertmal besser, daß sie sie gar nicht gekannt haben.“ Sein wichtigstes Argument war, dass seine Arbeit schlecht oder gar nicht bezahlt sei, weshalb Thérèse weitgehend allein für den Lebensunterhalt der beiden habe aufkommen müssen und sich nicht zusätzlich mit Kindern habe belasten können.
1749 war ein entscheidendes Jahr für Rousseau. Zu Jahresbeginn beauftragte ihn d’Alembert mit der Abfassung musikologischer Artikel für die Encyclopédie. Im Herbst besuchte er den im Staatsgefängnis im Donjon von Vincennes inhaftierten Diderot und las unterwegs in der Zeitschrift Mercure de France die Preisfrage der Académie von Dijon: Le Rétablissement des sciences et des arts a-t-il contribué à épurer les mœurs? („Hat die Wiederherstellung der Wissenschaften und Künste dazu beigetragen, die Sitten zu läutern?“). Er verneinte in seinem Discours sur les Sciences et les Arts (Abhandlung über die Wissenschaften und die Künste) eindeutig die Frage, da – wie er später in seiner staatstheoretischen Schrift Du contrat social weiter ausführte – der Mensch im Naturzustand unabhängig und frei lebe, in der auf Konventionen beruhenden Gesellschaft aber ein gefesselter Sklave sei: „Der Mensch ist frei geboren, und liegt überall in Ketten.“ Künste und Wissenschaften verschleiern nur das Schicksal des modernen Menschen, die Zivilisationsgeschichte wird wie in seinen anderen philosophischen Schriften zu einer Geschichte des Niedergangs (la dépravation). Die nach Luxus strebende zeitgenössische europäische Gesellschaft sah er in die sittliche Dekadenz abgleiten. Der Discours lief den Vorstellungen vieler Intellektueller der Zeit zwar völlig entgegen, stieß bei anderen jedoch auf Interesse. Rousseau erhielt 1750 den ersten Preis und wurde, auch dank der Diskussion, die er auslöste, über Nacht europaweit bekannt. Seine Einkünfte stiegen, und er konnte mit Thérèse in eine gemeinsame Wohnung ziehen. Allerdings gab das Paar 1751 auch ein drittes Neugeborenes im Findelhaus ab.
Ende 1752 wurde mit großem Erfolg seine Oper Le devin du village („Der Dorfwahrsager“) zunächst vor dem Hof und 1753 auch in Paris aufgeführt. Als Rousseau dem König vorgestellt werden sollte, entzog er sich der Ehrung und versäumte damit möglicherweise die Zuweisung einer jährlichen Pension. Nach dem Erfolg des Devin wurde vom Théâtre Français auch seine Komödie Narcisse, ein Jugendwerk, angenommen.

### Beginnende Schwierigkeiten

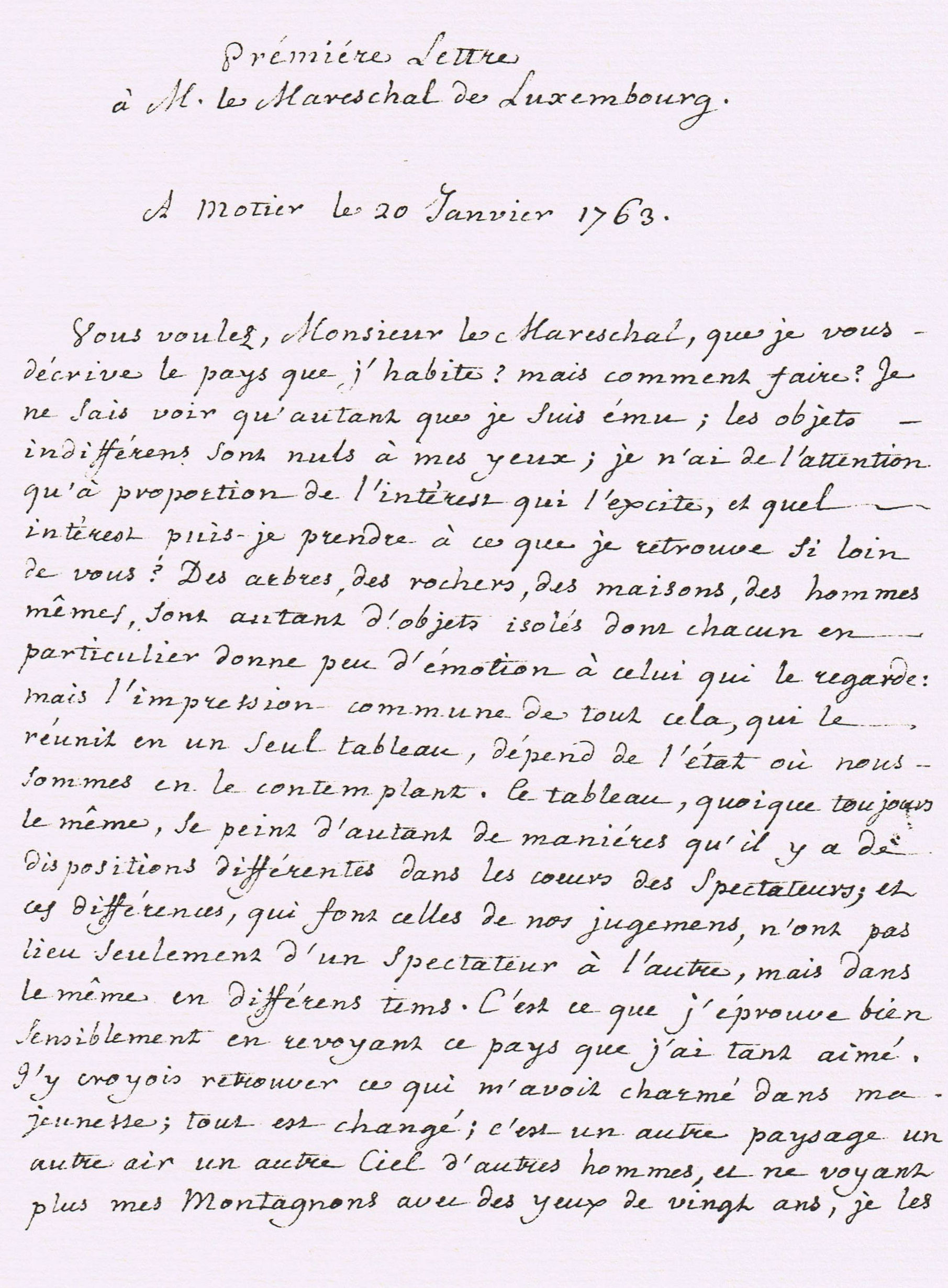
Manuskriptseite aus Deux Lettres à M. le Mareschal Duc de Luxembourg contenant une description du Val-de-Travers. Môtiers 1763

Statt sich zu etablieren, begab sich Rousseau nun sogar in eine Art fundamentaler Opposition, da er mit seiner Oper im Buffonistenstreit als Retter der konservativen französischen Partei dastand, was er keinesfalls wollte. Noch 1754 begann er eine zweite kritische Preisschrift (s. u.). Daneben erregte er den Zorn nicht nur des Opernorchesters (das eine Rousseau-Puppe erhängte) mit seiner Lettre sur la musique française, in der er den französischen Musikstil zugunsten des italienischen herabsetzte. 1754 reiste er (mit einer Zwischenstation bei Madame de Warens) nach Genf, nahm die Staatsbürgerschaft der Genfer Republik wieder an und kehrte zum Protestantismus zurück.
1755 publizierte er, vorsichtshalber in Amsterdam, seinen Discours sur l’origine et les fondements de l’inégalité parmi les hommes (Abhandlung über den Ursprung und die Grundlagen der Ungleichheit unter den Menschen), der wiederum die Antwort auf eine Preisfrage der Académie de Dijon war: Quelle est l’origine de l’inégalité parmi les hommes, et est-elle autorisée par la loi naturelle? („Was ist der Ursprung der Ungleichheit unter den Menschen, und lässt sie sich vom Naturrecht herleiten?“). Rousseau, der ärmliche Kleinbürger, erklärt hierin die soziale Ungleichheit zunächst grundsätzlich aus der geschichtlichen Tatsache der Vergesellschaftung des Menschen – wodurch jeder sich mit jedem vergleicht und Neid sowie Missgunst erwachsen –, sodann aus der Etablierung des Privateigentums: Der erste, der ein Stück Land eingezäunt hatte und es sich einfallen ließ zu sagen: dies ist mein und der Leute fand, die einfältig genug waren, ihm zu glauben, war der wahre Gründer der bürgerlichen Gesellschaft.
In dessen Folge erklärt Rousseau die soziale Ungleichheit aus der Herausbildung der Arbeitsteilung und der dadurch ermöglichten Aneignung der Erträge der Arbeit vieler durch einige wenige, die anschließend autoritäre Staatswesen organisieren, um ihren Besitzstand zu schützen. Rousseau wurde mit dieser wahrhaft revolutionären Schrift einer der Begründer des europäischen Sozialismus.

### Montmorency
Anfang 1756 lehnte er den Bibliothekarsposten ab, den ihm die Stadt Genf angeboten hatte. Stattdessen siedelte er um nach Montmorency nördlich von Paris als Gast der vielseitig interessierten, selbst schriftstellernden Madame d’Épinay, einer Freundin von Diderot. Mit diesem und dem Kreis der philosophes um ihn verfeindete er sich allerdings 1758, als er auf den kritischen Artikel „Genf“, den d’Alembert für die Encyclopédie verfasst hatte, mit der Lettre à d’Alembert sur les spectacles reagierte, worin er, der einstige Theaterautor, das Theater, dieses Lieblingskind der Aufklärung, als unnütz und potentiell unsittlich anprangerte.
Von April 1756 bis Dezember 1757 fand er in einer Ermitage (Einsiedelei) unweit des Schlosses von Madame Louise d’Épinay, dem Château de la Chevrette in Deuil-la-Barre, Zuflucht.

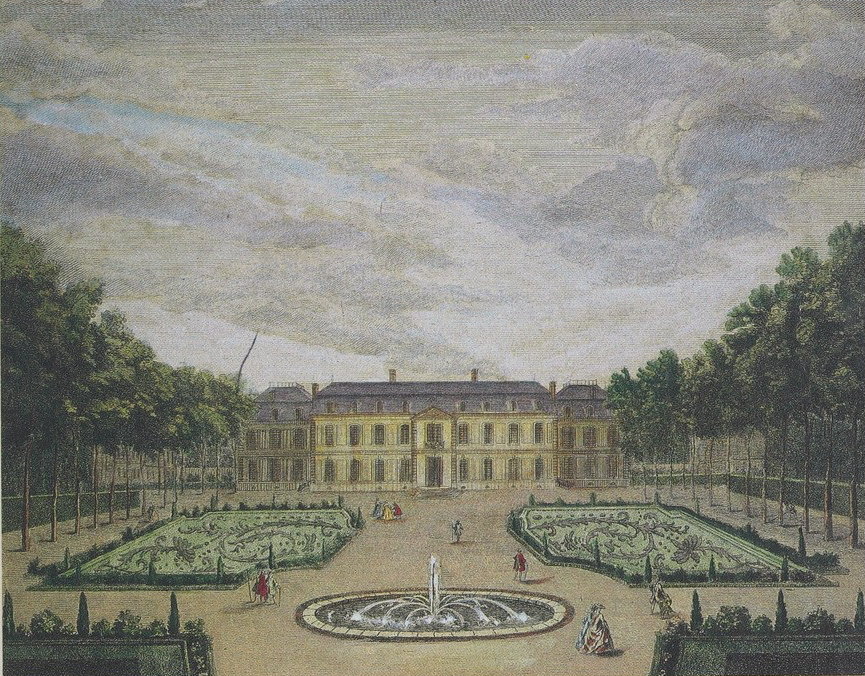
Le Château de la Chevrette in Deuil-la-Barre. Besitz von Louise Florence Pétronille Lalive, marquise d’Épinay

Danach, bis zum 8. Juni 1762, fand er Unterkunft beim Marschall von Montmorency-Luxembourg, Charles François II. de Montmorency-Luxembourg (1702–1764) sowie bei dessen Frau Madeleine Angélique de Neufville, die gesellschaftliche Salons veranstaltete.
In Montmorency schrieb er innerhalb von knapp sechs Jahren seine bei den Zeitgenossen erfolgreichsten und wirksamsten Werke:
- den empfindsamen Briefroman Julie oder Die neue Heloise (1756–1758, erschienen 1761), der die letztlich unmögliche Liebe des bürgerlichen Intellektuellen Saint-Preux zu der adligen Julie d’Étanges darstellt[30] und zum Teil von Rousseaus Leidenschaft für Madame d’Houdetot (die Schwägerin von Madame d’Épinay) inspiriert war;
- den Bildungsroman Émile (1759–1761, erschienen 1762). Darin plädiert er dafür, Kinder ihre Kindheit durchleben zu lassen und von korrumpierenden feudalgesellschaftlichen Einflüssen fernzuhalten (negative und natürliche Erziehung). Man soll sie dazu anleiten, die Gesetzmäßigkeiten der Natur anhand ausgewählter Lehr-Lernszenen selbst zu entdecken und die Strukturen, Werte sowie Normen der Gesellschaft in der arbeitsteilig gegliederten Gesellschaft selbst zusammen mit ihrem Mentor zu erleben und im Gespräch zu bedenken (kritische Sozialisation – beispielhaft dafür steht das Glaubensbekenntnis des Savoyischen Vikars);
- die staatstheoretische Schrift Du contrat social ou Principes du droit politique (Vom Gesellschaftsvertrag oder Prinzipien des Staatsrechtes. 1760/1761, erschienen 1762), die die Bürgerrechte (Rechte der Individuen gegenüber dem Staat) und Bürgerpflichten zu definieren und zu begründen versucht und den Begriff der Volkssouveränität prägt, auf dem die Legitimität von allgemeinen Wahlen und Volksentscheiden basiert.[31]

Während Julie oder Die neue Heloise sofort nach seinem Erscheinen Anfang 1761 ein großer Erfolg war und eine Welle von Briefromanen in ganz Europa auslöste (darunter Goethes Werther), wurde der Contrat social nach seinem Erscheinen im April 1762 verboten, ebenso Émile, als das Buch Ende Mai erschien. Die Sorbonne verurteilte das Buch Anfang Juni, das Parlement von Paris verbot es wenige Tage danach und erließ einen Haftbefehl gegen Rousseau. Stein des Anstoßes war vor allem die im Émile im 4. Buch als Einschub enthaltene Profession de foi du vicaire savoyard („Glaubensbekenntnis des savoyischen Vikars“). In diesem Text trägt Rousseau zunächst eine Philosophie von Erkenntnis und Moral vor, in der die Stellungnahme des eigenen Herzens bzw. Gewissens eine alles beherrschende Rolle spielt. Es folgt der Entwurf einer „natürlichen Religion“, verbunden mit einer scharfen Kritik jeglicher Religion, die sich auf Offenbarung gründet (also auch des Christentums). Neben französischen Autoritäten, darunter der Erzbischof von Paris Christophe de Beaumont, waren insbesondere die calvinistischen Oberen in Genf entrüstet. Sie verboten das Buch noch im Juli und erließen ebenfalls Haftbefehl gegen Rousseau. In Genf und in Paris wurden Exemplare des Émile verbrannt, in Genf auch des Gesellschaftsvertrags.

### Kleine Fluchten und Selbstverwirklichung

Rousseau in armenischer Tracht

Rousseau, der sofort geflüchtet war, fand Aufnahme bei seinem Freund, Daniël Roguin, in Yverdon, wurde aber sehr rasch ausgewiesen. Im Juli wandte er sich über den Gouverneur Keith der damaligen preußischen Exklave Neuchâtel/Neuenburg an Friedrich den Großen, der ihm Asyl und etwas später sogar Bürgerrecht gewährte. Rousseau ließ sich nieder im abgelegenen neuenburgischen Dorf Môtiers, wohin er Thérèse nachholte. Hier begann er, wohl aus gesundheitlichen Gründen, sich als Armenier zu kleiden, was die Einwohner sehr befremdete.
Noch vor Ende 1762 datiert eine erste Verteidigungsschrift Rousseaus, ein offener Brief an den Pariser Erzbischof, der im August den Émile ebenfalls verurteilt hatte. Anfang 1763 stellte er in Môtiers seinen wohl noch in Montmorency begonnenen Dictionnaire de la musique fertig. 1764 begann er mit botanischen Studien. Etwa zur gleichen Zeit begann er mit den Arbeiten an seiner Autobiografie, die ihm bewusst machten, wie sehr er sich von den aufklärerischen Philosophen unterschied, mit denen er im Streit lag. In einem Brief an eine unbekannte Verehrerin (Henriette) schreibt er:

„Henriette, man legt seinen Kopf nicht ab wie seinen Hut, und man kann ebenso wenig zur Einfalt wie zur Kindheit zurückkehren; der Geist, der einmal in Wallung geraten ist, bleibt es immer, und wer einmal gedacht hat, wird sein ganzes Leben lang denken. Dies ist das größte Unglück des Zustandes der Reflexion: Je mehr man sein Elend fühlt, umso mehr vergrößert man es, und alle unsere Anstrengungen, aus ihm herauszukommen, lassen uns nur tiefer in ihm versinken......Sie glauben, dass Sie für das schmerzliche Gefühl, dass Sie so quält, Linderung nur finden, wenn Sie sich von sich selbst entfernen. Ich glaube dagegen, dass Sie sie finden, wenn Sie sich selbst näher kommen.“

Häufig, vor allem aber im Winter 1764/1765 litt Rousseau an einer schmerzhaften Harnröhrenverengung, wie sie etwa bei Infektionen mit Gonokokken auftreten kann. Zu dieser Zeit lernte er auch James Boswell kennen.

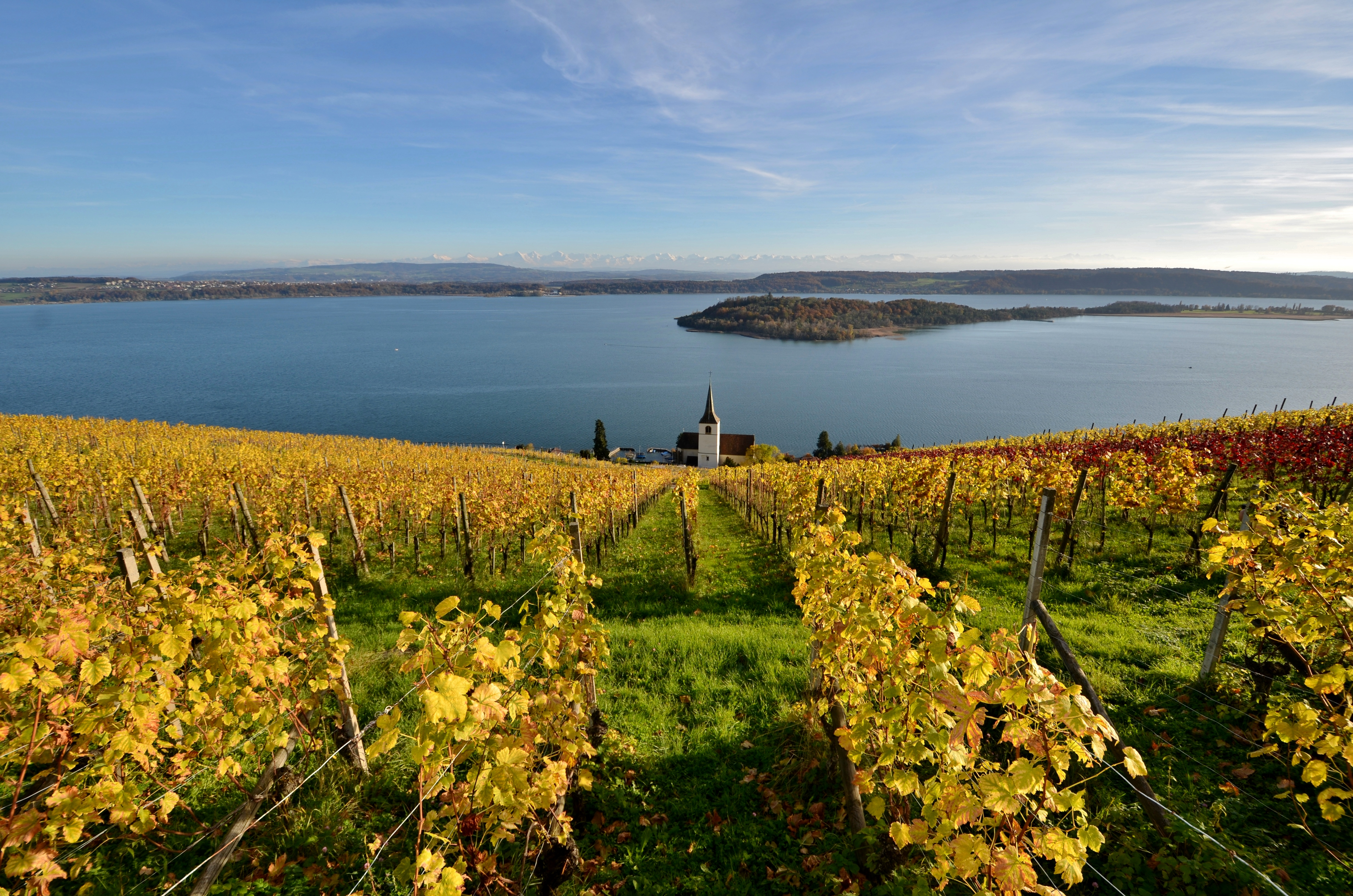
St. Petersinsel im Bielersee, im Vordergrund Weinreben und die Kirche Ligerz, im Hintergrund die Schweizer Alpen

Im September 1765 beendete Rousseau den Aufenthalt in Môtiers, nachdem an einem Markttag von Priestern aufgehetzte Menschen Steine gegen sein Haus geworfen hatten. Er lebte zunächst, vom 8. September bis zum 25. Oktober, auf der St. Petersinsel im Bielersee. Er zog sich dort in die Natur zurück, botanisierte, stellte eine Flora Petrinsularis zusammen und arbeitete am Projekt einer Verfassung für Korsika, einem Auftrag, den er 1764 angenommen hatte. Er suchte und fand Einsamkeit und Ruhe für seine Arbeit, erhielt aber auch bald Besuche aus ganz Europa. Der Berner Geheime Rat wies ihn jedoch aus dem Territorium aus. In den Bekenntnissen und in den Träumereien verklärte Rousseau später die Erinnerung an diesen Aufenthalt:

„Schon mehrfach habe ich an bezaubernden Orten gewohnt, aber keinem verdanke ich so wahrhaft glückliche Stunden und keinem trauere ich so innig nach wie der Petersinsel im Bieler See. […] Ich halte diese zwei Monate für meine glücklichste Zeit – so glücklich, dass es für mein ganzes Erdendasein gereicht hätte, ohne dass in mir je der Wunsch aufgekommen wäre, anders zu leben.“

Er nahm eine Einladung des Philosophen David Hume an und ließ sich einen Durchreise-Pass für Frankreich ausstellen. Unterwegs konnte er feststellen, dass er inzwischen viele Sympathisanten gewonnen hatte. Bei einem Aufenthalt in Straßburg wurde er mit einer Aufführung des Devin de village geehrt, in Paris war er Gast des Prince de Conti und empfing in dessen Haus Besuche.

Rousseau in armenischer Tracht in England, Porträt des schottischen Malers Allan Ramsay, 1766

Das Jahr 1766 und die erste Jahreshälfte 1767 verbrachte er überwiegend in England, anfangs bei Hume, mit dem er sich aber wegen eines von Horace Walpole fingierten Briefes zerstritt. Immerhin fand er auch in England Sympathisanten vor, die z. B. den König bewogen, ihm eine Pension zu gewähren, die er allerdings ausschlug. 1767 und 1768 lebte er an verschiedenen Orten Frankreichs, unter anderem auf einem Schloss von Conti. Da der Haftbefehl des Pariser Parlaments nicht aufgehoben war, reiste er unter einem Decknamen und gab Thérèse als seine Schwester aus. 1769 und 1770 lebten sie auf einem Bergbauernhof in der südostfranzösischen Dauphiné, nachdem sie im August 1768 dort geheiratet hatten.
Im Frühjahr 1770 verließ er seinen Bergbauernhof Richtung Paris. Bei einem Aufenthalt in Lyon ließ der Vorsteher der Kaufmannschaft ihm zu Ehren seinen Devin und sein lyrisches Kleindrama Pygmalion aufführen, in dem er es offenbar als Erster in der Geschichte dieses Stoffes wagte, den Künstler sein Kunstwerk ohne göttliche Hilfe beleben zu lassen. Ab Juni lebte er wieder, zurückgezogen und von den Behörden geduldet, mit Thérèse in Paris. Er wurde hin und wieder zu Lesungen eingeladen und, da seine Ideen sich nun weiter verbreiteten, sammelten sich Bewunderer um ihn, darunter ab 1771 der später sehr bekannte Autor Bernardin de Saint-Pierre.

### Rousseaus Arbeitstechnik und literarischer Stil
Wie Rousseau in seinen Bekenntnissen immer wieder hervorhebt, bestand sein Ideal der Lebensführung aus der Möglichkeit, sich in der jeweiligen Lebenssituation spontan seinen jeweiligen Interessen widmen zu können. Diese Sprunghaftigkeit, die er im neunten Buch seiner Bekenntnisse offenlegt, war ein Problem für literarische und/oder wissenschaftliche Arbeiten. Rousseau bekam sie in den Griff, als er 1749 mit der Arbeit am Ersten Diskurs über die Wissenschaften und die Künste (1750) der Akademie von Dijon beschäftigt war.

„Ich arbeitete an meiner Abhandlung in einer recht eigentümlichen Weise, welche ich jedoch bei der Abfassung all meiner anderen Werke fast immer beibehalten habe. Ich widmete ihr nämlich die schlaflosen Stunden meiner Nächte. Ich sann mit geschlossenen Augen in meinem Bette nach, drehte und wandte die Sätze in meinem Kopfe unter unglaublichen Qualen um und um, und wann sie dann endlich eine Gestalt angenommen hatten, die mich befriedigte, legte ich sie gewissermaßen, bis ich sie zu Papier bringen konnte, in meinem Gedächtnisse nieder; während ich mich jedoch erhob und ankleidete, verflog alles, und wenn ich dann vor meinem Papier saß, fiel mir fast nichts mehr von alledem ein, das ich kurz vorher geformt hatte. Ich verfiel darauf, Frau Le Vasseur zu meinem Sekretär zu machen. Ich hatte für sie, ihre Tochter und ihren Mann in meiner nächsten Nähe eine Wohnung gemietet, und um mir die Ausgaben für eine andere Bedienung zu ersparen, kam sie selber jeden Morgen herüber, um bei mir Feuer anzumachen und das Nötigste in meinem kleinen Haushalte zu besorgen. Sobald sie nun kam, diktierte ich ihr von meinem Bett aus, was ich in der Nacht gearbeitet, und dieses Verfahren, das ich lange beibehielt, hat mich vor dem Vergessen gar vieler Dinge bewahrt.“

Wenn er – wie so oft – auf Reisen oder in Gesellschaft war, notierte er sich spontane Einfälle sogar auf Spielkarten, um sie später ausarbeiten zu können.
Diese Arbeitstechnik sicherte Rousseau die Möglichkeit, Gedanken und Gefühle spontan zu schildern, sie aber auch theoretisch anspruchsvoll darzustellen. So ergibt sich insgesamt ein heute noch gut lesbarer Stil, der teilweise rhetorischen Glanz auf viele seiner Texte wirft. Ein Beispiel: Im Gesellschaftsvertrag spricht er im dritten Kapitel vom Recht des Stärkeren: „Ein Recht, das man dem Anschein nach nur ironisch versteht und dass doch in der Tat als Prinzip gilt. Die Stärke ist ein physisches Vermögen: Ich sehe nicht, welche sittliche Verpflichtung sich aus ihren Wirkungen ergeben kann. […] Denn sobald die Stärke das Recht macht, so wird die Wirkung mit der Ursache verwandelt; jede Stärke, welche die erste überwältigt, tritt in deren Rechte ein. […] ‚Gehorcht den Gewaltigen!‘ Soll damit gesagt sein, gebt der Übermacht nach, ist das Gebot gut, aber überflüssig: Ich stehe dafür ein, dass man es nie übertreten wird. Jede Gewalt kommt von Gott, dass räume ich ein; aber jede Krankheit kommt gleichfalls von ihm. Sollte es deshalb verboten sein, den Arzt zu rufen? […] Gestehen wir also nur, dass Stärke kein Recht verleiht und dass man nur der rechtmäßigen Gewalt Gehorsam schuldig ist.“

### Finanzielle Verhältnisse

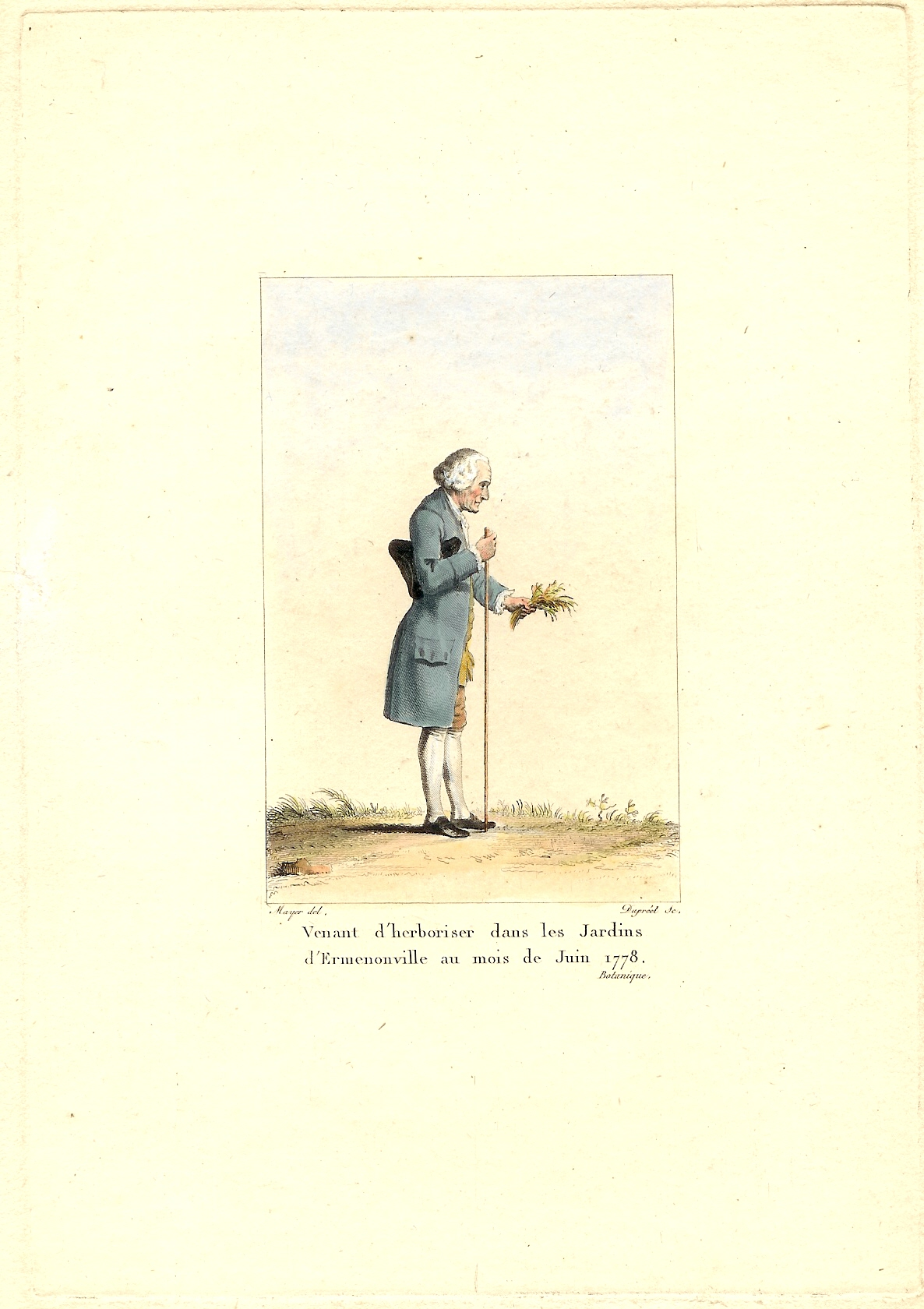
Rousseau in Ermenonville im Juni 1778, Stich nach einer Zeichnung von Georg Friedrich Meyer

Rousseaus Eltern stammten beide aus dem Genfer Patriziat und lebten in der Genfer „Oberstadt“ im eigenen Haus, das die mütterliche Familie dem jungen Ehepaar übertragen hatte. Der unstete Lebenswandel des Vaters führte dazu, dass das Haus 1718 verkauft werden und die Familie in das Handwerker- und Arbeiterviertel vom Saint-Gervais umziehen musste. Noch schwieriger wurde es vier Jahre später, als der Vater nach einem illegalen Duell nach Nyon fliehen musste, wo er eine zweite Ehe einging. Spätestens nachdem er Genf mit 16 Jahren verlassen hatte, musste Rousseau für sich selbst einstehen. Da er weder eine Schule besucht noch ein Handwerk erlernt oder studiert hatte, brachte er sich als Musiklehrer, Hauslehrer und in ähnlichen Funktionen durch. Zeitlebens blieb seine Existenz durch große materielle Unsicherheit bestimmt. Als er im Juni 1737 nach Genfer Gesetz volljährig geworden, konnte er die ihm zustehende Erbschaft nach seiner Mutter antreten. Auch mit dem Tod des Vaters war zehn Jahre später eine Erbschaft verbunden.
Für seine Oper Der Dorf-Wahrsager erhielt er 1752 eine Geldzuwendung Ludwig XV, von der er mehrere Jahre leben konnte, zu einer Audienz erschien er jedoch nicht, obwohl sie ihm eine Pension hätte einbringen können. Während seines Aufenthalts in Neuchâtel erhielt er eine Rente des dortigen Gouverneurs George Keith. Auch Friedrich II. bot ihm eine Pension an, obwohl er aufgrund seiner engen Verbindung zu Voltaire Rousseaus Werk kritisch beurteilte. Rousseau lehnte sie in einem Brief vom 30. Oktober 1762 an den preußischen König ab. Auch eine ihm vom englischen König Georg III zugesagte Pension nahm er nicht in Anspruch, auch mit der Begründung, sie könne seine Unabhängigkeit gefährden. In den Bekenntnissen erwähnt er hin und wieder größere Honorarzahlungen seiner Verleger, aus denen er die Familie von Thérèse laufend finanziell unterstützte. Er selbst lebte als Hausgast überwiegend bei seinen meist adeligen Mäzenen. Für die Beiträge zur Enzyklopädie hat er vermutlich wenig eingenommen, den größten finanziellen Erfolg erzielte er durch die Veröffentlichung der Neuen Héloise, und des Émile, die ein internationaler Erfolg wurde. Wenn er Geld brauchte, wurde er als Notenkopist gut bezahlt, nach 1770 seine überwiegende Einkunftsquelle.

### Rousseaus psychische Verfassung

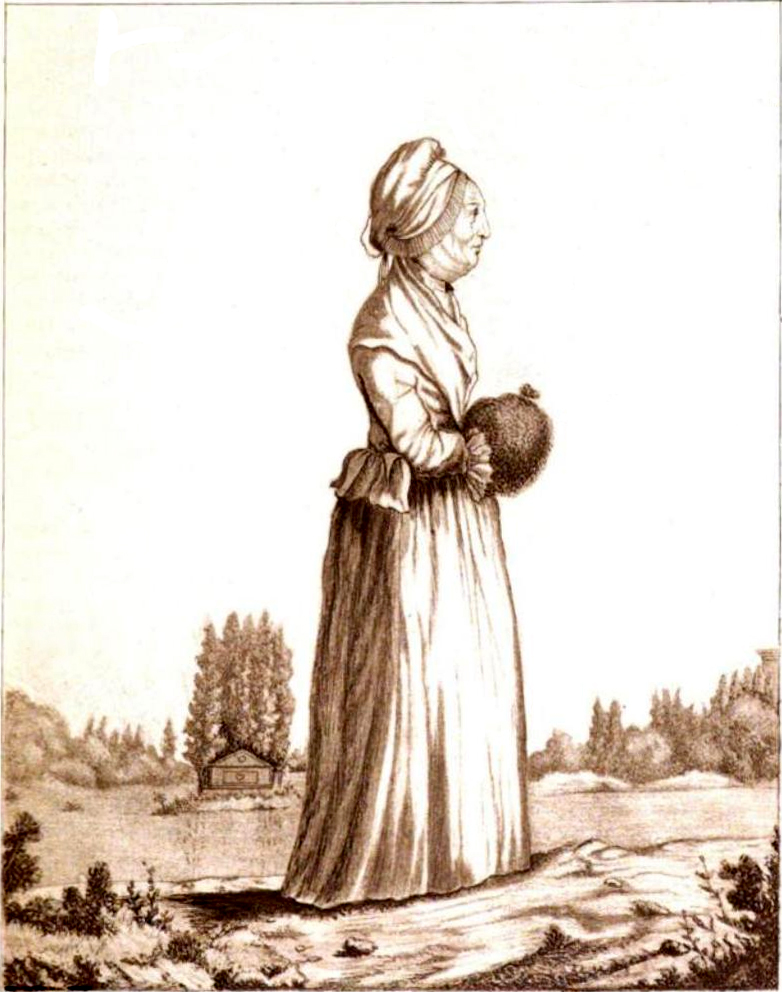
Thérèse Levasseur, Witwe Rousseaus, vor der Pappelinsel. Nach einer Sepiazeichnung von Caroline Naudet

Ab 1763 verfasste Rousseau eine ganze Reihe kürzerer und längerer autobiografischer Texte, darunter seine 1765–1770 geschriebenen, später berühmt gewordenen Les Confessions (Die Bekenntnisse), die erst postum publiziert wurden. Erstmals in der Literaturgeschichte entfaltet er eine „moderne Subjektivität“ (die Zentrierung des gezeigten „Ich“) und schildert auch intime Details aus seinem Leben sowie eigene Verfehlungen. Vor allem diese Schrift begründete die Untergattung der „selbstentblößenden“ Autobiografie. Den Titel wählte er in Anlehnung an den der Confessiones des Augustinus von Hippo.
Wie sich aus seinen Bekenntnissen ergibt, war Rousseau schon in seiner Jugend zwischen unterschiedlichsten Stimmungen und Gemütsverfassungen hin- und hergerissen. Das führte zu zahllosen Konflikten mit anderen Menschen. Etwa seit 1762 war Rousseau den nervlichen Belastungen aufgrund der zahlreichen Verunglimpfungen und Verfolgungen nicht mehr gewachsen. Seine Ängste und Abwehrhandlungen nahmen teilweise wahnhafte Züge an. Schon in früheren Auseinandersetzungen mit seinem sozialen Umfeld bzw. ihm ursprünglich freundschaftlich verbundenen Mitmenschen hatten sich gewissermaßen psychopathische Züge gezeigt. Sein Brief an Claude Anglancier de Saint-Germain vom 26. Februar 1770 zeigt den völligen Zusammenbruch seines Vertrauens in Menschen, mit denen er früher eng verbunden war. Er sieht sich nur noch von Feinden umgeben:

„Man wird mich sichtbar überwachen lassen, ich werde keinen Schritt tun können, ohne dass man mir folgt, man wird mir alle Mittel nehmen, irgendetwas, was mich betrifft oder nicht betrifft, in Erfahrung zu bringen; die gleichgültigen öffentlichen Neuigkeiten, sogar die Zeitungen werden mir verboten sein; man wird meine Briefe und Pakete zu denen befördern, die mich verraten, mit jedem anderen wird man meinen Briefverkehr unterbinden; … Die Frauen werden keine Sprache mehr haben, die Barbiere werden diskret und schweigsam sein; ...... Wenn ich reise, wird man alles vorbereiten, um über mich verfügen zu können, wohin ich auch gehen mag, man wird mich Mitreisenden, Kutschern, Wirtsleuten kenntlich machen. Ich werde in den Herbergen kaum eine Möglichkeit finden, mit jemandem zu speisen.. Aber das wird nicht verhindern, dass ich nicht, behandelt wie Sancho, überall hundert praktische Bücklinge mit ebenso vielen Versicherungen des Respekts und der Bewunderung entgegennehme, überall ist die Bewunderung das Kennzeichen der Verräter. Es ist die Höflichkeit der Tiger, die Dich im selben Augenblick anlächeln, in dem sie Dich zerreißen wollen.“

### Die letzten Jahre

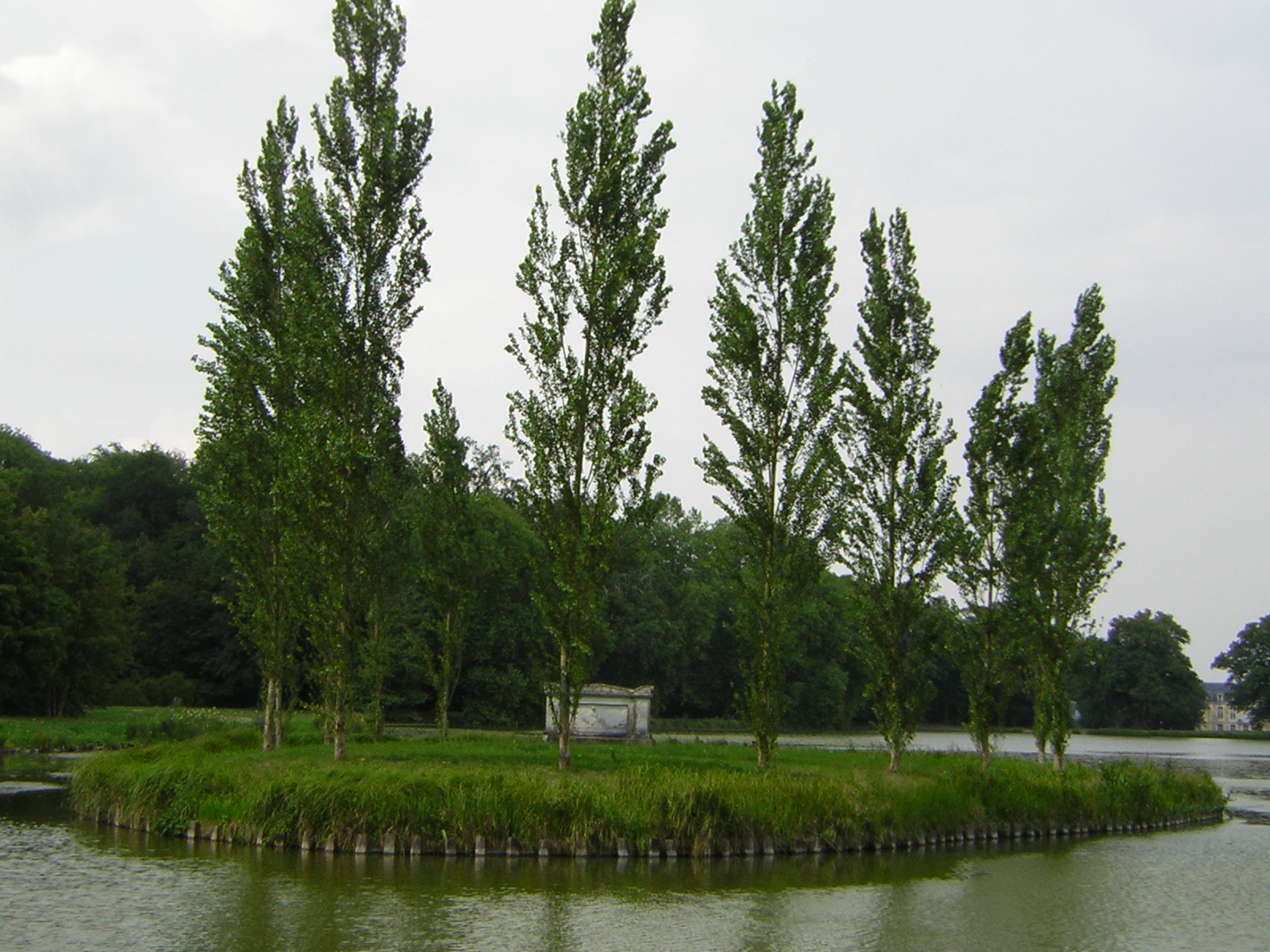
Île des peupliers, Pappelinsel mit dem Grabmal Rousseaus

1772–1775 verfasste Rousseau den autobiografischen Dialog Rousseau juge de Jean-Jacques. 1774 gab er sein Dictionnaire des termes d’usage en botanique in Druck. 1776–1778 schrieb er sein letztes längeres Werk, die in lyrischer Prosa gehaltenen Rêveries du promeneur solitaire (Träumereien des einsamen Spaziergängers), die auf ebenfalls neue Art Gegenwartsmomente zum Ausgangspunkt von autobiografischen Rückblicken machen und mit ihrem Einfangen von Naturstimmungen als eine Vorbereitung der Romantik gelten.
Im Mai 1778 folgte er einer Einladung des Marquis René Louis de Girardin auf dessen Schlösschen Ermenonville. Als er den Tod kommen fühlte, sprach er darüber freimütig und ohne Scheu zu seiner Frau, und als sie in Tränen ausbrach, sagte er: „Warum weinst Du? Es ist ja mein Glück, ich sterbe in Frieden. Niemand wollte ich Leids tun und rechne mit der Gnade Gottes“. Er ließ das Fenster öffnen, sah in den schönen Tag hinein und sagte: „Wie rein und lieblich ist der Himmel, keine Wolke trübt ihn. Ich hoffe, der Allmächtige nimmt mich da hinauf zu sich.“

In Ermenonville starb er wenig später, am 2. Juli 1778, wahrscheinlich an einem Schlaganfall. Er wurde auf der Île des peupliers (Pappelinsel) im Schlosspark, dem heutigen Parc Jean-Jacques Rousseau, begraben. Seine Witwe Thérèse wohnte noch etwa ein Jahr in dem für ihn bestimmten Haus. Zwei Monate nach dem Sturz Robespierres, am 11. Oktober 1794, ließ der Nationalkonvent Rousseaus sterbliche Überreste triumphal ins Pariser Panthéon überführen. Der von den Thermidorianern initiierte Festakt wurde als antijakobinisch und antiterroristisch wahrgenommen.

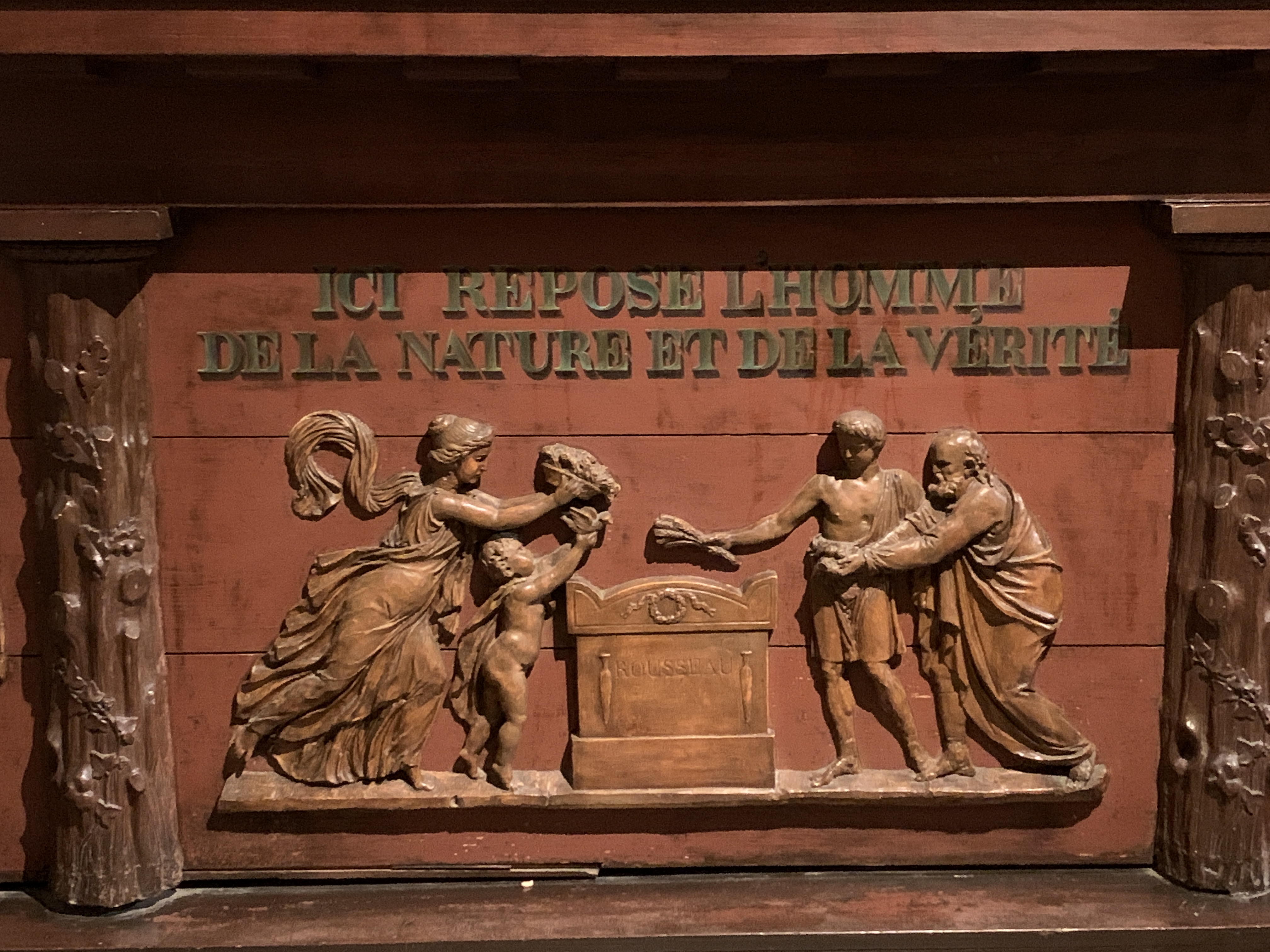
Jean-Jacques Rousseau, Grabstätte in der Krypta des Pantheon, Paris

Zwischen 1780 und 1788 gab Pierre-Alexandre Du Peyrou (1729–1794) zusammen mit dem Prediger Paul Moultou (1731–1797) und dem Marquis René Louis de Girardin das Gesamtwerk von Jean-Jacques Rousseau heraus.

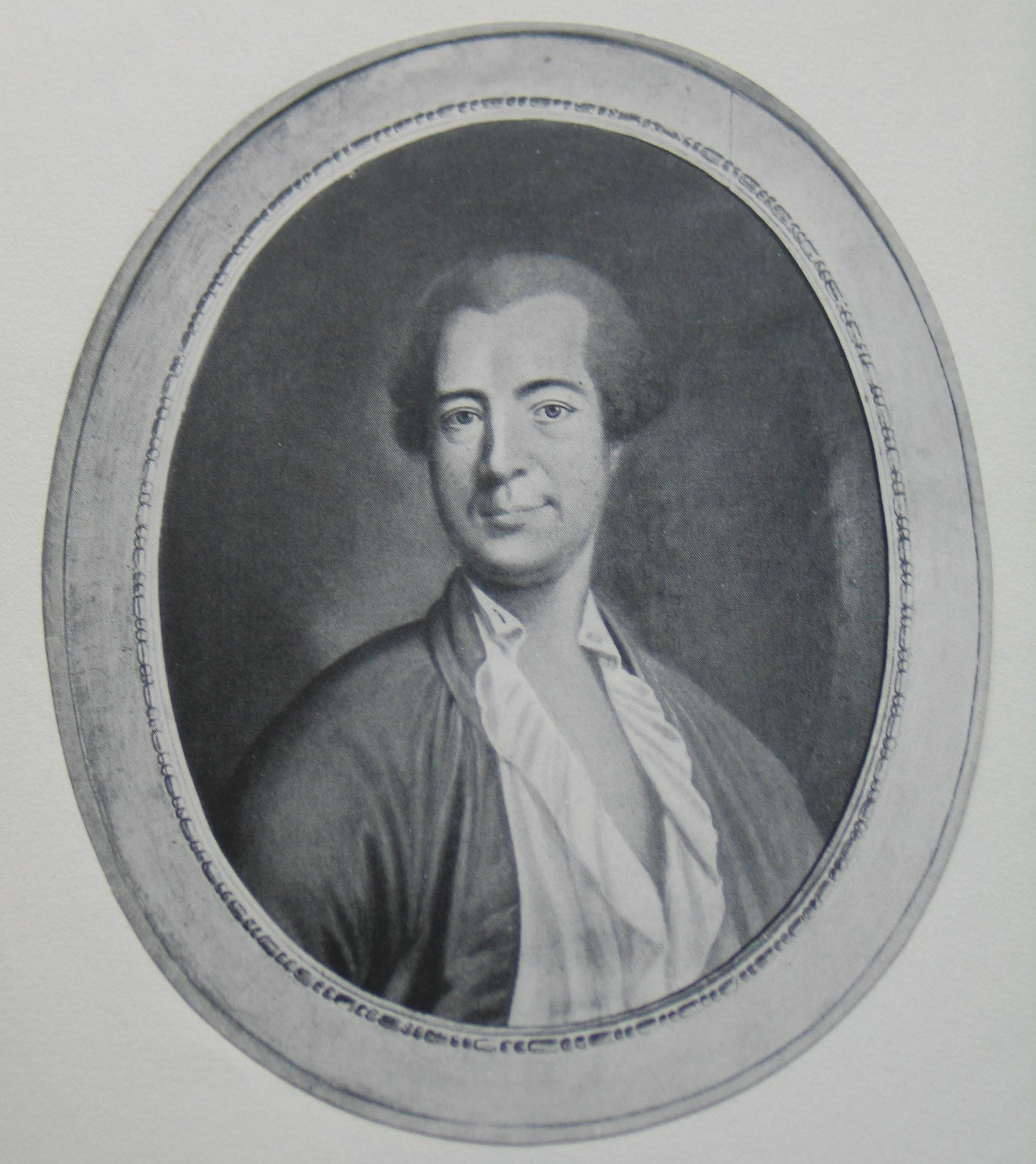
Pierre Alexandre Du Peyrou (1729–1794), ein reicher Bürger von Neuchâtel und Herausgeber des Gesamtwerkes von Jean-Jacques Rousseau

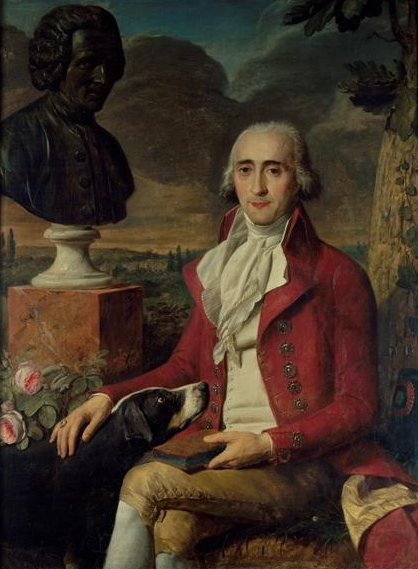
René Louis Girardin (1735–1808), Mitherausgeber des Gesamtwerkes

## Musik und Theater
Mit selbst gedichteten und vertonten Stücken initiierte Rousseau zwei der bedeutendsten „bürgerlichen“ Theatergattungen des 19. Jahrhunderts: Mit dem publizistisch durch seine Lettre sur la musique française (1753) unterstützten Intermezzo Le devin du village (1752) begründete er die Opéra comique, und mit seinem Melodram Pygmalion (1770, Musik von Coignet) schuf er das Theatermelodram. Durch sein Musiklexikon Dictionnaire de musique (1767) wurde er zudem zu einem der meistzitierten Ästhetiker des 18. Jahrhunderts.
Seine in ganz Europa erfolgreiche Oper (interméde) Le devin du village (1752), deren Sujet und Libretto später auch von Mozart benutzt wurde (1768), setzte dem Erfolg des volkstümlichen italienischen Intermezzos in Paris einen Gegenpol im Streit um den Vorrang der französischen oder der italienischen Musik und leitete die Periode der Empfindsamkeit ein. Trotzdem nahm er im sogenannten Buffonistenstreit mit der Ende November 1753 publizierten Lettre sur la musique française Position für die italienische Musik, d. h. ihre Auffassung von Harmonie. Ziel seiner Kritik, die u. a. mit Qualitäten der italienischen Sprache und der besseren Einheit der Melodie argumentiert, war die französische Oper – insbesondere die Tragédie lyrique – für die der Pariser Komponist Jean-Philippe Rameau stand, obwohl Rousseau zuvor von dessen Publikationen zur Harmonielehre stark profitiert hatte.

## Rousseaus Weltanschauung und Philosophie
Wie zuerst 1749 im Discours sur les Sciences et les Arts („Abhandlung über die Wissenschaften und die Künste“) ausgeführt, betrachtete Rousseau im Gegensatz zu den meisten Vordenkern der Aufklärung die menschliche Geschichte als einen Niedergangsprozess, der in politischer, pädagogischer und lebenspraktischer Hinsicht ein radikal neues Denken und Handeln erforderte. Was Rousseau von zeitgenössischen Geschichtsdenkern wie Turgot und Condorcet unterschied, die negative Kehrseiten des Fortschritts keineswegs leugneten, war der Umstand, dass er solche Begleiterscheinungen nicht als zweitrangige Nebenfolgen betrachtete, sondern die Perfektibilität – also die Fähigkeit, sich selbst zu befähigen – und die menschliche Vernunft selbst dafür verantwortlich machte, gleichsam das Gegenteil ihrer guten Absichten hervorgebracht zu haben.

### Der Mensch im Spannungsfeld zwischen dem ICH und der Gesellschaft
Wie wir vor allem aus seiner Autobiografie, den Bekenntnissen, wissen, hatte Rousseau schon als Jugendlicher einen unbändigen Freiheitsdrang. Er gehörte zur Bourgeoisie, die als der Dritte Stand ihren Platz in der Gesellschaft noch nicht gefunden hatte. Sieyès konnte erst 1789 die Frage stellen: Qu'est-ce que le Tiers-État? (Was ist der Dritte Stand?), und beantwortete sie: „Alles….. Was ist er bisher in der politischen Ordnung gewesen? – Nichts….. Was fordert er? – Etwas zu sein.“
Rousseau, der die Französische Revolution nicht mehr erlebt hat, stellte sich vergleichbare Fragen, seit er 16 Jahre alt und aus Genf geflohen war, aber er fand noch keine Antworten. Sie sollten sich aus seinen – in den Bekenntnissen ausführlich geschilderten – lebenslangen Beobachtungen seiner selbst und der ihn umgebenden Gesellschaft ergeben.
Schon seine ersten Schriften, die Abhandlung über die Wissenschaften und die Künste sowie die Abhandlung über den Ursprung und die Grundlagen der Ungleichheit unter den Menschen kreisen um die Frage, wie der Einzelne seine Ansprüche auf Wahrheit und Freiheit verwirklichen könne. Schon lange bevor die damals ständisch gegliederte Gesellschaft sich auflöste, richtete sich sein Blick auch auf den vierten Stand, nämlich die Masse der Gesellschaft, die noch niemand zuvor so selbstverständlich mit den anderen Ständen gleichgesetzt hatte. Er richtet seinen Blick in die Vergangenheit und sucht dort nach Vorbildern. So beginnen seine Überlegungen mit der Frage, wie die Menschen wohl gelebt hätten, lange bevor sie sich eine Zivilisation geschaffen haben, die er kritisch betrachtet.

#### Natur, Kunst und Technik
Rousseau räumt in seiner Abhandlung über die Wissenschaften und die Künste ein, dass die Wissenschaften nach dem Wohl der Menschen streben, jedoch erscheint ihm die umfassende und wirksame Verbreitung der Einsichten der Gelehrten ausgeschlossen. Während Sparta und das frühe Rom durch moralische Tugend bei kultureller Rückständigkeit gekennzeichnet waren, benötigten die Gelehrten und Künstler seiner Zeit stets die Mächtigen zur Durchsetzung ihrer Ideen und die Muße und den Luxus als Grundlage der Entfaltung der Künste und Wissenschaften.
Eine einfache Rückkehr in einen Naturzustand („Zurück zur Natur“) schließt Rousseau ausdrücklich aus, auch wenn seine Kritiker ihm das unterstellt haben. Voltaire schrieb:
„Ich habe, mein Herr, Ihr neues Buch gegen die menschliche Gattung erhalten […]. Niemand hat es mit mehr Geist unternommen, uns zu Tieren zu machen, als Sie; das Lesen ihres Buches erweckt in einem das Bedürfnis, auf allen Vieren herumzulaufen.“
Ein solcher Anspruch ging seiner Auffassung nach ins Leere: „Was nun? Soll man etwa die Gesellschaften zerstören, Mein und Dein abschaffen, zurück in die Wälder gehen und mit den Bären leben?“ Die Zivilisation muss bleiben, darf sich aber nicht allzu verfeinert weiterentwickeln. Sonst weckt sie Bedürfnisse, die unaufhaltsam auf den Weg gebracht, nicht mehr eingeholt werden könnten.
Die moderne Forschung zeigt uns, dass dieser Konflikt von unseren naturwissenschaftlichen Erkenntnissen überholt worden ist:

„Am Beginn der menschlichen Entwicklung steht weder eine Harmonie zwischen Mensch und Natur, also kein paradiesischer Zustand einer vollständigen Übereinstimmung von Mensch und Natur, noch ein permanenter Kriegszustand aller Menschen untereinander und gegen die Natur. Am Beginn steht vielmehr ein Lebewesen, das durch eine Laune der Natur keinen Lebensraum auf der Erde besitzt, an den es mit seiner Körperlichkeit optimal angepasst wäre. Stattdessen muss der Mensch in einer langen Anfangsphase mittels kultureller Entwicklung erst langsam lernen, den Lebensraum, in den er per Zufall von der Evolution hineingesetzt wurde, auf eine gute Weise zu nutzen – er muss sich also seinen Lebensraum zu großen Teilen erst selbst erschließen oder selbst erarbeiten.“

#### Die Ungleichheit der Menschen und die moralischen Grundprobleme von Gut und Böse
In der fünf Jahre später (1755) folgenden Abhandlung über den Ursprung und die Grundlagen der Ungleichheit unter den Menschen zeigt er die in zivilisatorisch entwickelten Gesellschaften lebenden Menschen als selbstsüchtig, unwahrhaftig und eitel. Grund dafür sei die geschichtliche Tatsache der Vergesellschaftung des Menschen, die durch ungleiche Verteilung, Herrschaft und Knechtschaft gekennzeichnet sei. Sie verführe die Individuen dazu, sich untereinander zu vergleichen, woraus Neid und Missgunst, Schadenfreude und Übervorteilung, mehr Schein als Sein und Interessenkonflikte resultierten, welche die derart sozialisierten Bürger dazu verleiteten, ihre wahren Absichten voreinander zu verbergen. Die unleugbare natürliche Ungleichheit verschärfe sich dadurch zur politischen und sozialen Ungleichheit, die durch die Blüte der Hochkultur nur verschleiert werde.
Der universale Charakter der Verhaltensregeln der kosmopolitischen Elite führe zur Zerstörung der naturwüchsigen Identität, die als Basis einer Gemeinschaft notwendig sei, zur Egalisierung nationaler Eigenarten und zum Desinteresse der einfachen Menschen am Wohl der Allgemeinheit. Im hypothetischen Naturzustand ist der einzige Trieb des Menschen die Selbstliebe (amour de soi):„Das erste Gefühl des Menschen war das seiner Existenz; seine erste Sorge über die um seine Erhaltung… während eine dieser Begierden ihn dazu anregte, seine Gattung fortpflanzen … War das Bedürfnis befriedigt, so kannten sich die beiden Geschlechter nicht mehr, und sogar das Kind bedeutete seiner Mutter nichts mehr, sobald es sie entbehren konnte.“
Diese These hält der modernen Forschung nicht stand. Heute wissen wir, dass ein Mensch nur durch andere Menschen selbst zum Menschen werden kann und ohne laufende kommunikative Beziehungen zu ihnen weder seine geistige noch körperliche Gesundheit aufrechterhalten kann. Alle Versuche, Menschen isoliert aufzuziehen und erst später in die Gesellschaft zu integrieren, sind (auch bei Tieren) gescheitert.(Kaspar-Hauser-Versuche).
Neben der Selbstliebe kennt der Naturmensch das Mitleid (pitié), ein Gattungsgefühl, das nach Rousseaus Überzeugung auch die Tiere kennen: „Durch die Erfahrung belehrt, dass die Liebe zum Wohlbefinden Das einzige Motiv des menschlichen Handelns ist, war (der Mensch) in der Lage, selten Gelegenheit zu erkennen, bei denen das gemeinsame Interesse ihn auf die Hilfe seiner Mitmenschen zählen lassen konnte …“.
Alle anderen Fähigkeiten des Menschen ruhen noch, also die Vernunft, die Einbildungskraft und das Gewissen. Der Mensch ähnelt im Naturzustand einem wilden Tier, das nur um sich selbst kreist. Sein Gutsein ist keine Bravheit im moralischen Sinne, sondern eher im Sinne von „naturgehorchend“, naturgemäß lebend. Diese These wird von der modernen biologischen und psychologischen Forschung bestätigt: Schon im Tierreich finden sich unter Primaten Vorformen sozialen Verhaltens, die unter Menschen später zu moralischen Normen entwickelt werden.
Menschen, die noch nahe am Naturzustand lebten, verstünden gar nicht, was die moderne Zivilisation Besseres leisten könne als ihre eigene Kultur. Die christlichen Kirchen hielten die Idee des „edlen Wilden“ für abwegig; der Mensch war für sie nicht von Natur aus gut, sondern durch die Erbsünde belastet. Allerdings könnten die Bestrebungen der Kultur den Hang zum Bösen abmildern.
Rousseau kritisiert nicht nur die ritualisierte Kultur und galante Gesellschaft seiner Zeit, sondern eine die Menschen von ihrem wahren Wesen entfremdende Vergesellschaftung schlechthin. Damit steht er in starkem Gegensatz zum Denken seiner Zeit: Seine Theorien wurden von auch von vielen Denkern der Aufklärung abgelehnt, so vor allem von Voltaire, aber auch seinen Freunden unter den Enzyklopädisten, Denis Diderot, Baron d’Holbach und d‘ Alembert. Diese Aufklärer betrachteten die Lern-, Vernunft- und Gesellschaftsfähigkeit der Menschen als Voraussetzungen und Garanten einer Fortschrittsgeschichte. Rousseau war anderer Meinung: All diese kulturellen Errungenschaften verdeckten nur die Mängel der Gesellschaft:

„Die Menschen sind schlecht; eine traurige und fortwährende Erfahrung erspart den Beweis. Doch der Mensch ist von Natur aus gut; das glaube ich bewiesen zu haben…… Man mag die menschliche Gesellschaft bewundern so viel man will, es wird dadurch doch nicht weniger wahr, dass sie notwendigerweise die Menschen dazu bringt, sich gegenseitig in dem Maße zu hassen, in dem ihre Interessen sich kreuzen, und sich zum Schein gegenseitig Dienste zu erweisen und in Wirklichkeit sich alle nur vorstellbaren Übel zuzufügen.“

 Die Grundidee, das moralische Verhalten der Menschen habe biologisch-/psychologische Wurzeln, werde also auch durch Instinkte gesteuert, teilt er mit dem Marquis de Sade, der die unbedingte Befriedigung der Instinkte für ethisch gerechtfertigt hält, weil sich auch in ihnen die menschlichen Möglichkeiten verwirklichen. Der Unterschied zwischen beiden liegt darin, dass Rousseau die Grundanlage des Menschen für gute und schlechte Neigungen für korrigierbar hält, de Sade hingegen keinen Grund dafür sieht, die zerstörerischen und bösen Instinkte zu beherrschen. Für ihn sind sie Möglichkeiten der condition humaine, die zur Verwirklichung drängen. Die moderne Verhaltensforschung zeigt, dass beide mit ihrer Überlegung recht hatten, dass das menschliche Verhalten von vielen biologischen und psychologischen Einflüssen gesteuert und durch unsere Anpassung an die Umwelt weiter differenziert wird. Sie irrten jedoch in der Annahme, dass unsere Grundveranlagung entweder gut oder böse sei: Tatsächlich sind beide Möglichkeiten untrennbar miteinander verknüpft, werden in der jeweiligen Situation abgerufen und können ggf. durch moralische Regeln korrigiert werden:

„Viele unserer besten Manifestationen von Moral und Mitgefühl sind nicht einfach ein Produkt der menschlichen Zivilisation, sondern haben weit tiefere und ältere Wurzeln.....Wir haben uns evolutionär nicht dahin entwickelt, »egoistisch«, »altruistisch« oder irgendetwas sonst zu sein – die Evolution hat dafür gesorgt, dass wir uns in spezifischen Situationen auf spezifische Weise verhalten....(Wir) können Aggression nicht verstehen, ohne Furcht zu verstehen.... Unsere schlimmsten Verhaltensweisen, diejenigen, die wir verdammen und bestrafen, sind die Produkte unserer Biologie. Aber vergessen wir nicht, dass das gleiche auch für unsere besten Verhaltensweisen gilt.“

#### Wie die Gesellschaft sich aus den unterschiedlichen Interessen bildet
Auf dem Frontispiz der Abhandlung über den Ursprung und die Grundlagen der Ungleichheit unter den Menschen zitiert Rousseau Aristoteles‘ Ansicht, der Mensch sei ein gemeinschaftsfähiges Wesen (zóon politikón): „Was naturgemäß sei, muss man eher an dem ablesen, was sich normal verhält, als an dem, was verdorben ist.“ Das Auftreten des Bösen ist aus dieser Perspektive kein Normalfall. Tatsächlich aber hielten die modernen Menschen sich nur selten an ihre moralischen Prinzipien. So schließt Rousseau, dass die Menschen nur in kleinen, naturnahen Gemeinschaften die Chance haben, ihre ursprünglich „gute“ Naturanlage angemessen zu entfalten. Ihre – durch die Kultur potenzierte – Vervollkommnungsfähigkeit führt die Menschen auf die Bahn zivilisatorischer Fortschritte, die sie aber von ihrer ursprünglichen Einheit mit einem natürlichen Dasein entfernt und sie damit ihrem eigenen ursprünglichen Wesen entfremdet.
Auf Grund äußerer Umstände, etwa zur Abwehr von Naturkatastrophen, sehen sich Menschen jedoch dazu gezwungen, sich mit anderen Gattungsexemplaren zu großen Gemeinschaften zu verbinden. So entstehen Kultur und Gesellschaft und das Böse tritt in die Welt. Der Mensch sieht sich nun vor allem mit den Augen der anderen. Er möchte als leidenschaftlicher Kämpfer um sozialen Status immer den ersten Platz einnehmen. Darüber hinaus verspürt er den drängenden Wunsch, dass die Nebenmenschen ihn sich selbst vorziehen. Dies ist jedoch schwer möglich, da auch alle anderen Menschen von der Eigenliebe angetrieben werden. So kommt es dazu, dass die Menschen ihre wahren Absichten verbergen. Sie geben ihr Eigeninteresse als Allgemeininteresse aus. Quelle des Übels sind also das naturferne Konkurrenzdenken und die amour propre. Im Gesellschaftszustand erwachen zudem die Vernunft, das bewusste Mitleid sowie auch die „widernatürliche“ moralische Reflexion.
Die Lösung des Problems sieht Rousseau in der Möglichkeit, die konfligierenden Interessen der Menschen durch Gesetze zu regeln, die für Allgemeinverbindlichkeit sorgen:

„Hier, unter meinen alten Ideen, das große Problem in der Politik, dass ich mit der Quadratur des Kreises in der Geometrie ……. vergleiche: Eine Form der Regierung zu finden, die das Gesetz über den Menschen erhebt……. Denn der Konflikt zwischen den Menschen und den Gesetzen, der einen beständigen inneren Krieg in den Staat einführt, ist der schlimmste aller politischen Zustände.“

Die „alte Idee“ zu dieser These stammt von Montesquieu (Vom Geist der Gesetze), den Rousseau intensiv gelesen hatte und verehrte. (in den Bekenntnissen zitiert er ihn dreimal). Die von ihm gesuchte „Quadratur des Kreises“ haben moderne Rechtsstaaten lösen können (solange sie funktionieren und nicht nur eine Fassade darstellen).

#### Denken, Fühlen und Handeln
Grundlage der Rousseau’schen Ethik ist nicht die Vernunft. Rousseau fragt vielmehr, wie in von Konkurrenz bestimmten Gesellschaften kollektives, vom moralischen Instinkt gesteuertes Handeln möglich werden kann. Die Vernunft kann bestenfalls helfen, Vorteilhaftes und Unvorteilhaftes zu unterscheiden. Bei Rousseau ergreift die Leidenschaft die Initiative, er entflammt sich emotional und gibt der Intuition freien Lauf, während diese Leidenschaft gegen die Vernunft rebelliert und ihren Platz einnimmt.
Damit der Mensch aber auch gut handelt, bedarf es des Instinkts. Rousseau verwendet hier zwar den Begriff des christlichen „Gewissens“ und spricht gar von einer „angeborenen Liebe zum Guten“. Aber wie aus seinen Ausführungen im Émile hervorgeht, ist hier eine jeglicher Reflexion vorausgehende emotional-empathische Grundfähigkeit, eine Art moralischer Instinkt, gemeint. Jemand, der gegen seinen Instinkt handelt, ist ein deprivierter und unglücklicher Mensch. Die Selbstliebe drängt uns geradezu, triebgesteuert zu agieren, da sie die Befriedigung unserer Bedürfnisse verlangt. Rousseaus Ethik zeichnet sich also dadurch aus, dass sie nicht allgemeingültige ethische Regeln aufstellt, sondern zeigt, welches Interesse der Einzelne daran hat, „gut“ und im Sinne des Gemeinwohls – im Sinne einer Catonischen Tugend zu handeln.
Mit diesem gedanklichen Geflecht vermittelte er entscheidende Impulse für die Strömung des Sturm und Drang und für die Epoche der europäischen Romantik: Joseph Vogl: „Der Mann ist wie ein Brühwürfel. Wenn man ihn auflöst, schwimmt das ganze 18. Jahrhundert in der Suppe, mit allen Ingredienzien. Er war eine Art intellektueller Projektemacher.“
In den folgenden Abschnitten werden wir im Einzelnen sehen, wie sich Rousseaus Auffassung darüber, was und wie der Mensch sich im Spannungsverhältnis zwischen dem ICH und der Gesellschaft entwickeln kann, sich auf Politik und Pädagogik auswirken.

### Politische Philosophie
Siehe hierzu auch Rousseaus politisches Hauptwerk „Vom Gesellschaftsvertrag oder Prinzipien des Staatsrechtes“

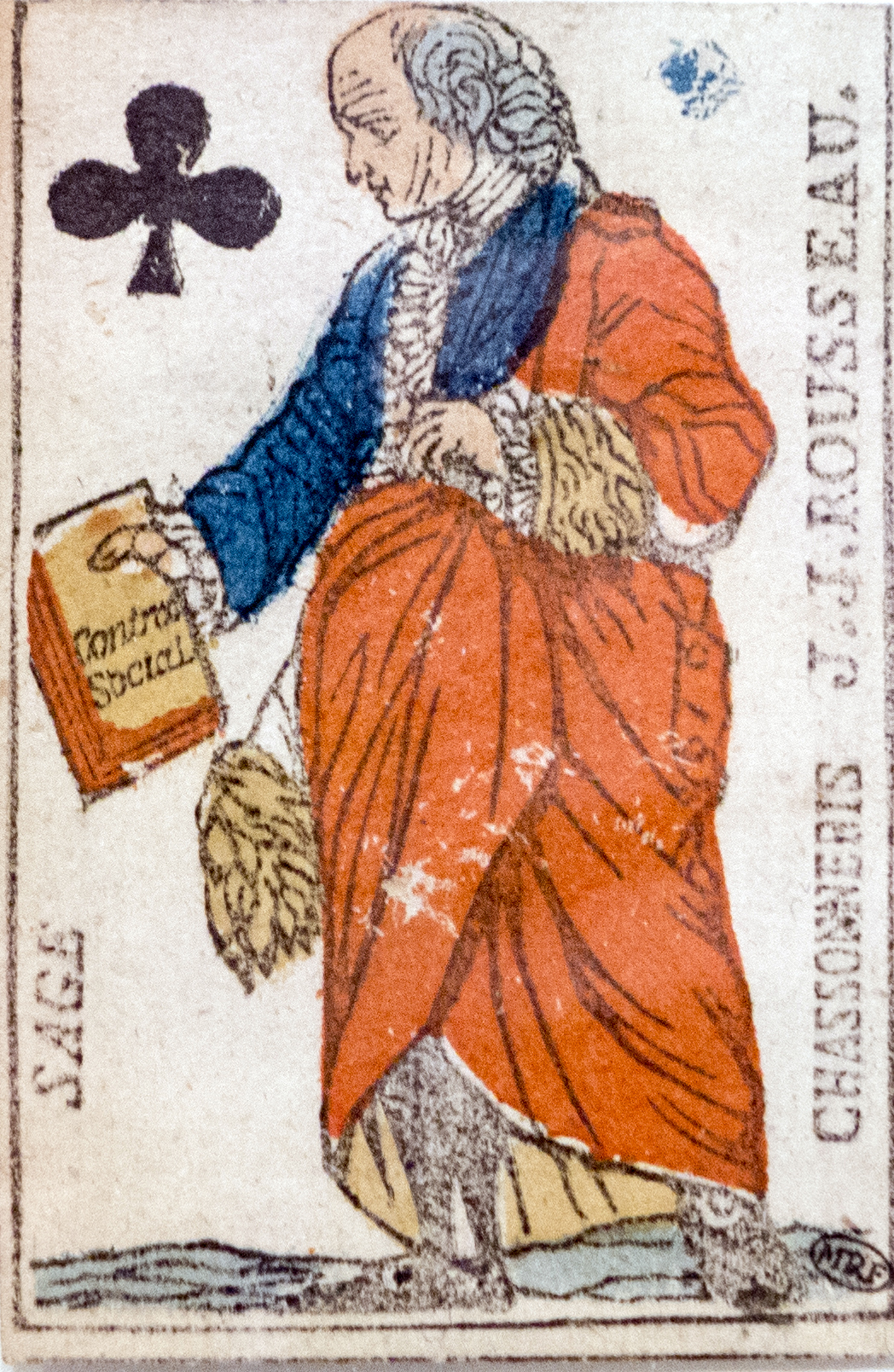
Hughes Chassoneris: Jean-Jacques Rousseau, den Text Vom Gesellschaftsvertrag in der Hand haltend, als Spielkarte (18. Jhdt.)

Rousseau stellt sich in seinen staatstheoretischen Texten die Frage, wie ein von Natur aus wildes und freies Individuum seine Freiheit behalten kann, wenn es aus dem Naturzustand in den Zustand der Gesellschaft eintritt beziehungsweise diesen Zustand begründet. Im einleitenden Kapitel seines „Gesellschaftsvertrags“ provoziert Rousseau:

„Der Mensch ist frei geboren, und überall liegt er in Ketten.“

Rousseau geht auch davon aus, dass die Menschen im Naturzustand (also außerhalb jeglicher Vergesellschaftung) autark und frei leben, gegebenenfalls in kleinen Gemeinschaften, im Wesentlichen aber unabhängig voneinander. Sie verfügen über ausreichend Güter und sind friedlich. Insbesondere ist der Mensch weder der Philosophie und der Wissenschaft noch der Gier nach Luxusgütern verfallen. Damit unterschied er sich deutlich von Thomas Hobbes, denn er zeichnete im Gegensatz zu Hobbes ein positives Bild vom ursprünglichen Menschen. Hobbes sah den Menschen in einem Dauerkonflikt zu seinen Mitmenschen, sie waren seine Konkurrenten. Im Naturzustand war – nach Hobbes’ Auffassung – Ängstlichkeit ein prägendes Merkmal des Menschen, gleichermaßen aber war er beseelt von Habgier und Ruhmsucht. Die unterschiedlichen Auffassungen zu den menschlichen Eigenschaften spiegelten sich auch in unterschiedlichen Theorien zum Gesellschaftsvertrag. Für Rousseau war Ethik integraler Bestandteil des Vertrages, er neigte zu einem ethischen Kontraktualismus. Hobbes hingegen dachte den Gesellschaftsvertrag frei von Ethik. Zurückkehrend zu den genuin menschlichen Fähigkeiten, so steht Rousseau diesen kritisch gegenüber, insbesondere der Vernunft. In diesem Zusammenhang steht auch, dass er anderen Vertragstheoretikern vorwirft, bei ihren Schilderungen des Urmenschen nicht naturgetreu geblieben zu sein und ihm überwiegend negative Attribute zugeschrieben zu haben.
Für den Verlust von Freiheit und Autonomie sieht Rousseau die Einführung des Privateigentums als Ursache:

„[…] da die Menschen außerdem begannen, ihre Blicke in die Zukunft zu richten, und alle sahen, dass sie einige Güter zu verlieren hatten, gab es niemanden, der die Repressalie für das Unrecht, das er einem anderen zufügen konnte, nicht für sich selbst zu fürchten hatte. Dieser Ursprung ist umso natürlicher, als es unmöglich ist zu begreifen, wie die Vorstellung des Eigentums aus etwas anderem als der Handarbeit entstehen könnte; denn man vermag nicht zu sehen, was der Mensch beisteuern kann, um sich die Dinge anzueignen, die er nicht geschaffen hat, außer seiner Arbeit. Allein die Arbeit, die dem Bauern ein Recht auf das Produkt des Feldes gibt, das er bestellt hat, gibt ihm folglich ein Recht auf den Boden, zumindest bis zur Ernte, und so von Jahr zu Jahr – was, da es einen ununterbrochenen Besitz schafft, sich leicht in Eigentum verwandelt... (Es zeigt sich), dass die Aufteilung des Grund und Boden eine neue Art von Recht hervorgebracht hat. Das heißt, das Eigentumsrecht, das von dem Recht, welches aus dem natürlichen Gesetz resultiert, verschieden ist.“

Die Wurzel der Entstehung des Eigentums sieht Rousseau in der Gemeinheitsteilung des Allmendeguts:„Der erste, der ein Stück Land mit einem Zaun umgab und auf den Gedanken kam zu sagen »Dies gehört mir«, und der Leute fand, die einfältig genug waren, ihm zu glauben, war der eigentliche Begründer der bürgerlichen Gesellschaft. Wie viele Verbrechen, Kriege, Morde, wie viel Elend und Schrecken wäre dem Menschengeschlecht erspart geblieben, wenn jemand die Pfähle ausgerissen und seinen Mitmenschen zugerufen hätte: »Hütet euch, dem Betrüger Glauben zu schenken; ihr seid verloren, wenn ihr vergesst, dass zwar die Früchte allen, aber die Erde niemandem gehört.«“ Das Entstehen von Eigentum führt nach Rousseau zu einer Spaltung der Menschheit in Klassen. Seiner Auffassung nach offenbart Eigentum sich als die Ursache des gesamten gesellschaftlichen Unglücks. Über die Entstehung eines „alles verschlingenden Ehrgeizes“, „künstlicher Leidenschaften“ und die „Sucht, sein Glück auf Kosten anderer“ zu machen, schreibt er in seiner Abhandlung über die Politische Ökonomie:„[…] alle diese Übel sind die erste Wirkung des Eigentums und das untrennbare Gefolge der entstehenden Ungleichheit.“

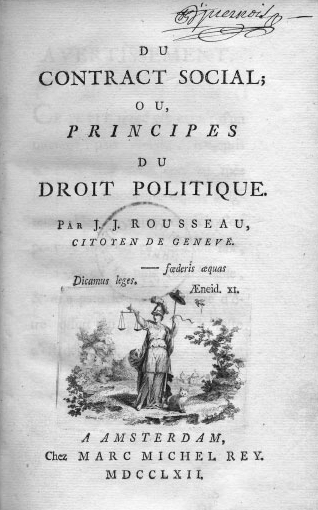
Titelblatt der Erstausgabe Amsterdam, 1762

Durch die Institutionalisierung von Eigentum entstehen seiner Meinung nach auch die ersten gesellschaftlichen Strukturen. Der Mensch ist nicht mehr autark, sondern von anderen abhängig; sei es als Herr oder als Knecht. Um seinen Leidenschaften folgen zu können, unterdrückt der Eigentümer seine Knechte. Dies sind nach Rousseau die „schlechten“ Gesellschaftszustände, die er in seiner Abhandlung zum Sozialvertrag (contrat social) kritisiert. Grundlage dieser Zustände ist ein Vertrag, der jedem ermöglicht, sich wieder so frei zu fühlen wie im Naturzustand. Dabei unterscheidet Rousseau „natürliche Unabhängigkeit“ von „bürgerlicher Freiheit“. Im Gegensatz zu Montesquieu wollte er das Volk in alle Bereiche der Politik einbezogen wissen und nicht nur in einer Gewalt (der Legislative) mitwirken lassen.
Nach Rousseaus Proklamation ordnet sich jeder Bürger zum Zwecke eines rechtmäßig geordneten gesellschaftlichen Zusammenlebens freiwillig einem Gesellschaftsvertrag unter. Dessen Grundlage ist der Gemeinwille, der absolut und auf das Wohl des ganzen Volkes gerichtet ist. Jeder Einzelbürger ist somit Teil eines religiös überhöhten und konfessionell neutralen Staatswesens, das den allgemeinen Willen vollstreckt und zugleich totale Verfügungsgewalt über ihn hat. Der Begriff des Citoyen hat sich auch im Deutschen für diese spezifische, politische Setzung des „Bürger“-Begriffs etabliert.
Der Staat ist befugt, Gesetze zu verabschieden, die jederzeit den unantastbaren Willen des Volksganzen zum Ausdruck bringen. Dazu setzt Rousseau den Gesetzgeber ein. Der Gesetzgeber ist, betrachtet man nur das genuin als politisch bezeichnete Werk Rousseaus, ein umstrittenes Kapitel im Gesellschaftsvertrag. Hierzu ist es notwendig, ebenso den Émile zu beachten, der als „Erziehungs- oder Bildungsanleitung“ für den perfekten Gesetzgeber gelesen werden kann. Hiermit erklärt sich die sonst unerklärbare Herkunft des Gesetzgebers.
Rousseaus Theorie des allgemeinen Willens stellt einen originellen und wirkungsmächtigen Versuch dar, der feudalistischen Königs- und Adelsherrschaft seiner Zeit die Legitimationsgrundlage zu entziehen. Sie beeinflusste viele andere politische Theoretiker und Philosophen des 18. und 19. Jahrhunderts, so u. a. Immanuel Kant, der die Einheit des Rousseau’schen Denkens trotz aller scheinbaren Widersprüche hervorgehoben hat:

„In seiner Schrift über den Einfluß der Wissenschaften und der über die Ungleichheit der Menschen zeigt er ganz richtig den unvermeidlichen Widerstreit der Kultur mit der Natur des menschlichen Geschlechts, als einer physischen Gattung […]; in seinem Emil aber, seinem gesellschaftlichen Kontrakte, und anderen Schriften sucht er wieder das schwerere Problem aufzulösen: wie die Kultur fortgehen müsse, um die Anlagen der Menschheit, als einer sittlichen Gattung, zu ihrer Bestimmung gehörig zu entwickeln, so daß diese jener als Naturgattung nicht mehr widerstreite. […] bis vollkommene Kunst wieder Natur wird: als welches das letzte Ziel der sittlichen Bestimmung der Menschengattung ist.“

Neben Voltaire gilt Rousseau außerdem als einer der wichtigsten Wegbereiter der Französischen Revolution. Der aktivste Exponent der jakobinischen Schreckensherrschaft, Maximilien de Robespierre, war ein großer Verehrer des Schriftstellers. Er nahm für sich in Anspruch, über die entscheidende Deutungshoheit zu Rousseaus volonté générale zu verfügen. Auch der junge Napoleon war begeistert. Der 17-jährige Unterleutnant fand in seiner Garnison Valences in einer Bücherei Rousseaus Werke, die ihn so überzeugten, dass er Rousseau am 9. Mai 1786 gegen die Kritik des Schweizer Pastors Antoine-Jaques Roustan verteidigte. 14 Jahre später, als er zusammen mit Stanislas de Girardin das Grab Rousseaus im Park von Ermenon-ville besuchte (Die sterblichen Überreste Rousseaus waren zwischenzeitlich in das Pantheon in Paris überführt worden) äußerte er sich zweifelnd gegenüber seiner damaligen Einschätzung: „Er hat der Französischen Revolution den Weg geebnet … Die Geschichte wird entscheiden, ob es für den Frieden der Welt nicht besser gewesen wäre, wenn weder Rousseau noch ich je geboren worden wären!“ Sein Biograf Adam Zamoyski kommt zu dem Schluss: „Rousseaus Werke prägten maßgeblich Napoleons emotionale Entwicklung und obwohl er seine Meinung später ändern und sich über Rousseaus Sentimentalität lustig machen würde, hat er sich von dessen Einfluss nie ganz freigemacht.“
Noch heute nehmen Autoren der politischen Philosophie bei Rousseau Anleihen, etwa Jürgen Habermas, der den Rechtsdiskurs in Faktizität und Geltung mit der Problematik konfrontiert, die Staatsautorität mit individueller Freiheit zu vermitteln.
Fraglich ist allerdings, ob Rousseau tatsächlich „an allem schuld“ ist, wie bereits Victor Hugos berühmtes Diktum vermutet. So hat Rousseau selbst den Traum einer Republik, in der staatlicher Zwang dem Schutz der individuellen Freiheit dient, für illusorisch gehalten. Seine Idee einer freien Gesellschaft gründet in der Voraussetzung, dass alle als Bürger den republikanischen Zusammenschluss wollen und ihre privaten Interessen den Forderungen des Gemeinwohls, dem Gemeinwillen, unterordnen. Ein solch optimistisches Bild vom Bürger, vom Citoyen, hält er allerdings mit Blick auf die zeitgenössischen Verhältnisse für illusorisch.
Langfristig wirkte Rousseaus Gesellschaftsvertrag stark auf Fragestellungen der Politologie, des Verfassungsrechts und der Soziologie ein:

„Die Genialität Rousseaus bestand wohl darin, dass er in der Ideengeschichte am weitesten seiner Zeit voraus war: So viel hat er erdacht oder erahnt von dem, was zu den brennenden Themen des 19. und des 20. Jahrhunderts werden sollte.“

### Pädagogik

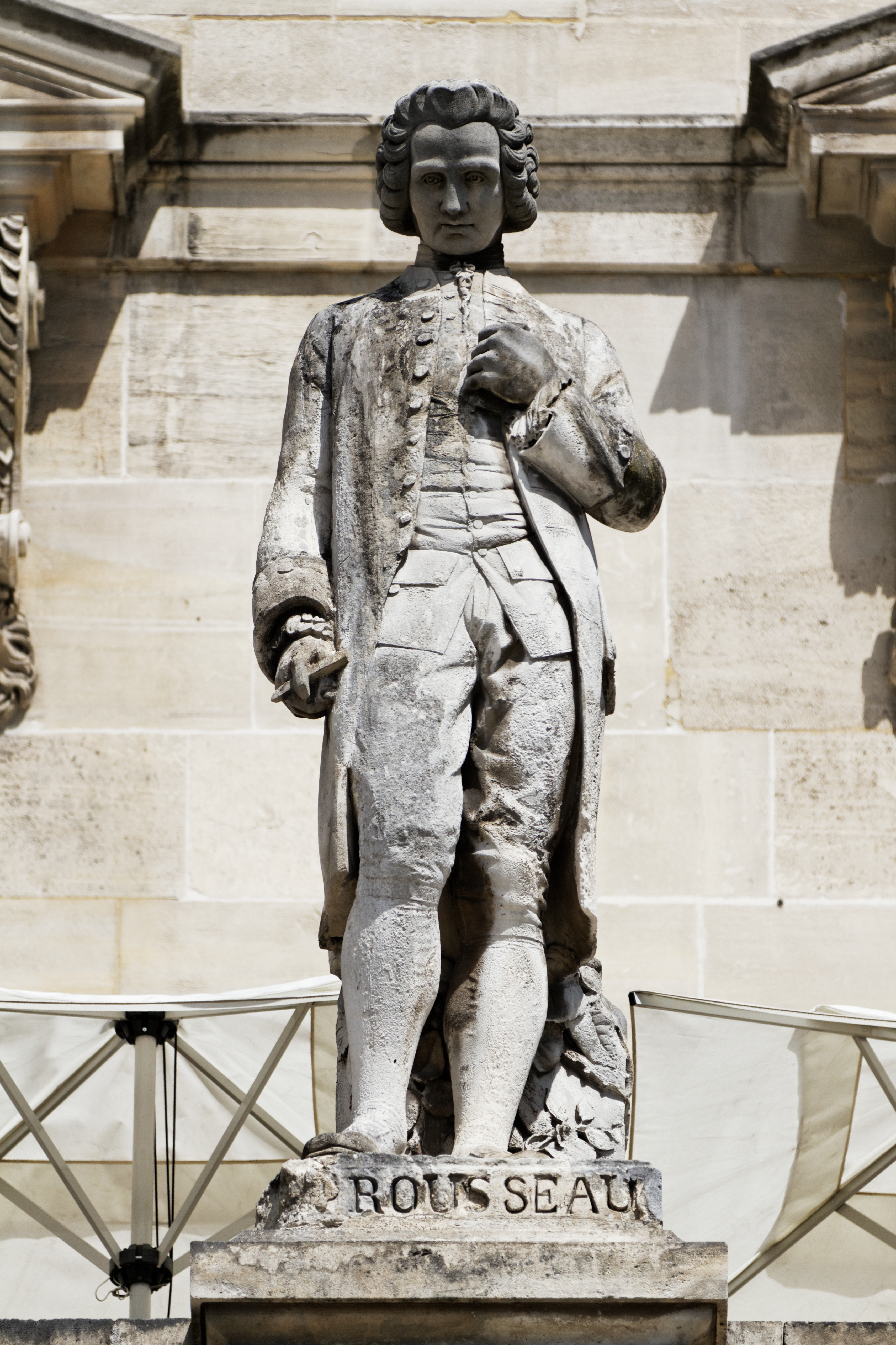
Jean-Jacques Rousseau, Statue im Louvre Paris

In Rousseaus pädagogischem Hauptwerk Émile oder über die Erziehung wird die fiktive Erziehung eines Jungen beschrieben. Die Erziehung beginnt im Kindesalter und endet mit der Heirat Émiles mit 25 Jahren. Der Zögling wird in seiner Kindheit weitgehend von potenziell negativen kulturellen Einflüssen abgeschirmt. Rousseau führte dazu den Terminus der natürlichen und negativen Erziehung ein. So wie pflanzliches Leben bei entsprechenden Umweltbedingungen von allein wächst, soll auch die urwüchsige Natur des Kindes die Chance haben, sich von selbst zu entfalten. Eine direkte Einflussnahme von außen auf die Entwicklung des Kindes ist demnach bis zur Vollendung der Urteilsbildung zu vermeiden. Ein erheblicher Teil der Erziehung findet daher auch in freier Natur statt, wo sich Lerngelegenheiten bieten, wenn man nur hinwandert.
Das Hauptziel in der Jugendzeit Émiles, die Rousseau in Ermangelung eines treffenden Terminus „zweite Kindheit“ nennt, ist die Bildung des moralischen Urteils. Rousseau betont zwar immer wieder die Selbsttätigkeit des Zöglings, der sich alles Nützliche durch Versuch und Irrtum aneigne, doch die eigentliche Kunst der Erziehung besteht darin, Émile so weit durch nichtdirektive Führung zu beeinflussen, dass sein Wille mit dem des Erziehers übereinstimmt. Diese Paradoxie kennzeichnet die Pädagogik Rousseaus. Die pädagogische Arbeit findet gewissermaßen „hinter seinem Rücken“ statt. Sie konzentriert sich auf die Inszenierung von Lehr-Lernszenen (Volker Kraft) und begleitet die Lernschritte durch Ermunterung und anregende Fragen sowie geduldiges Ausprobierenlassen. So heißt es in Émile oder über die Erziehung: „Folgt mit Eurem Zögling dem umgekehrten Weg. Laßt ihn immer im Glauben, er sei der Meister, seid es in Wirklichkeit aber selbst. Es gibt keine vollkommenere Unterwerfung als die, der man den Schein der Freiheit zugesteht. So bezwingt man sogar seinen Willen.“
Wenige Seiten davor riskiert Rousseau seine pädagogische Grundregel: „Ob ich es wage, hier die größte, wichtigste und nützlichste Regel jeglicher Erziehung darzulegen? Sie heißt: Zeit verlieren und nicht gewinnen.“ Sofort klärt er den ob dieser Regel verdutzten Leser über diesen scheinbaren Widerspruch auf: „Der Durchschnittsmensch verzeihe mir meine Paradoxa – man braucht sie, wenn man nachdenkt. Und was man mir auch entgegenhalten mag – ich bin lieber der Mann der Paradoxa als der der Vorurteile.“
Der nach den Prinzipien einer freien Selbstentfaltung erzogene Mensch und zugleich sozialisierte Bürger ist die Grundlage für den im Gesellschaftsvertrag (Vom Gesellschaftsvertrag oder Prinzipien des Staatsrechtes) angeführten Gesetzgeber.
Bei diesen Überlegungen nimmt Rousseau ausschließlich Bezug auf Männer, seine frauenbezogenen pädagogischen Vorstellungen sind – wegen der angeblich fehlenden kognitiven Fähigkeiten weiblicherseits – auf die Erfüllung einer untergeordneten Geschlechterrolle im Patriarchat beschränkt: „Alle Reflexionen der Frauen über das, was nicht unmittelbar mit ihren Pflichten zusammenhängt, sollen auf das Studium der Männer zielen oder auf angenehme Erkenntnisse, deren Gegenstand nur das Geschmackvolle ist; denn was die Werke des Geistes anbetrifft, so übersteigen sie ihr Fassungsvermögen.“
Besonders hervorzuheben ist Rousseaus Versuch, pädagogisches Handeln von der Sprache her zu begründen (Ladenthin). Damit bereitet er Anschauungen vor, die alles menschliche Denken, Erkennen, Gestalten und Handeln als Modi von Sprache verstehen (Johann Georg Hamann, Johann Gottfried Herder, Wilhelm von Humboldt).
Rousseaus Theorien beeinflussten Immanuel Kant und viele namhafte Pädagogen, so z. B. Johann Heinrich Pestalozzi, Joachim Heinrich Campe, Adolph Diesterweg, Maria Montessori, Ellen Key, Hartmut von Hentig und Dietrich Benner.

## Werke
- Dissertation sur la musique moderne („Abhandlung über die moderne Musik“), Paris 1743.
- Discours sur les sciences et les arts. („Abhandlung über die Wissenschaften und Künste“), Paris 1750.
- Narcisse ou l’Amant de lui-même (dt. Narziß oder Wer sich selbst liebt. Komödie), Paris (Comédie du Roi) 1752.
- Le devin du village (dt. Der Dorfwahrsager. Intermède in einem Akt), Fontainebleau 1753.
- Discours sur l’origine et les fondements de l’inégalité parmi les hommes (Abhandlung über den Ursprung und die Grundlagen der Ungleichheit unter den Menschen), Amsterdam 1755.
- Économie politique (Artikel zur „politischen Ökonomie“). In: Encyclopédie ou Dictionnaire raisonné des sciences, des arts et des métiers. V. Band, Diderot, d'Alembert, 337–349, November 1755.
- Principes du droit de la guerre. Ècrits sur la paix perpétuelle. 1758. (Ein Text, der aus verschiedenen Fragmenten rekonstruiert wurde. Vorher gab es auseinandergerissene Veröffentlichungen der Fragmente in Gesamtausgaben, wobei ein Fragment wohl erst 1965 wiederentdeckt wurde. Das Datum 1758 ist der Zeitpunkt, zu dem Rousseau den Text schrieb, nicht der Zeitpunkt der Veröffentlichung, die anscheinend erst Ende des 19. Jahrhunderts postum erfolgte.)
- Julie ou la Nouvelle Héloïse (Julie oder Die neue Heloise), Amsterdam 1761.
- Du contrat social ou principes du droit politique (Vom Gesellschaftsvertrag oder Prinzipien des Staatsrechtes), Amsterdam 1762.
- Émile ou De l’éducation (Emile oder über die Erziehung), Amsterdam 1762.
- Dictionnaire de Musique. Paris 1768.
- Les Confessions (Die Bekenntnisse, verfasst 1765–1770), Genf 1782 (erster Band, Bücher I–VI) und 1789 (zweiter Band, Bücher VII–XII).
- Les rêveries du promeneur solitaire (Die Träumereien des einsamen Spaziergängers, unvollendet, verfasst zwischen 1776 und 1778), Lausanne 1782.
- Rousseau juge de Jean-Jacques (Rousseau Richter von Jean-Jacques (1776))

Ausgaben
- Dictionnaire de Musique. G. Olms, Hildesheim 1969 (Nachdruck).
- Jean-Jacques Rousseau: Abhandlung über die politische Ökonomie (Économie politique) Sammelwerk= Jean-Jacques Rousseau, Politische Schriften Bd. 1. UTB 667. Schöningh, Paderborn 1977, ISBN 3-506-99180-9, S. 9–57 (Beitrag zur Encyclopédie ou Dictionnaire raisonné des sciences, des arts et des métiers. V. Band, Diderot, d'Alembert, 337–349, November 1755.).
- Lettres élémentaires sur la botanique (Zehn botanische Lehrbriefe für eine Freundin) (= Insel-Taschenbuch. Band 366). 1978.
- Henning Ritter (Hrsg.): Schriften. Hanser, München 1978, ISBN 3-446-12503-5.
- Heinrich Meier (Hrsg.): Diskurs über die Ungleichheit. Schöningh, Paderborn 1984, ISBN 3-8252-0725-0 (Kritische Ausgabe des integralen Textes).
- Dorothea Gülke (Übers.), Peter Gülke (Übers.): Musik und Sprache. Ausgewählte Schriften. Heinrichshofen, Wilhelmshaven 1984, ISBN 3-7959-0424-2.
- Kurt Weigand (Hrsg.): Über Kunst und Wissenschaft (1750): Über den Ursprung der Ungleichheit unter den Menschen (1755) (= Schriften zur Kulturkritik). 5. Auflage. Meiner, Hamburg 1995, ISBN 3-7873-1200-5 (französisch: Discours sur les sciences et les arts. Discours sur l’origine et les fondements de l’inégalité parmi les hommes. Übersetzt von Kurt Weigand, zweisprachig).
- Ralf Konersmann, Gesine Märtens (Hrsg.): Abhandlung, welche bey der Akademie zu Dijon im Jahr 1750 den Preis über folgende von der Akademie vorgelegte Frage davongetragen hat: Ob die Wiederherstellung der Wissenschaften und Künste etwas zur Läuterung der Sitten beygetragen hat? (= Kleines Archiv des achtzehnten Jahrhunderts). Röhrig, St. Ingbert 1997, ISBN 3-86110-105-X (französisch: Discours sur les sciences et les arts. Übersetzt von Johann Daniel Tietz, erste deutsche Übersetzung).
- Jean-Jacques Rousseau: Träumereien eines einsam Schweifenden (fr: Les rêveries du promeneur solitaire) (1776). Nach dem Manuskript und den Spielkarten neu übersetzt, kommentiert und mit einem Nachwort versehen. Hrsg.: Stefan Zweifel. Matthes & Seitz, Berlin 2012, ISBN 978-3-88221-587-8 (Das Buch enthält Textfragmente, die Rousseau auf Spielkarten im Schnitt 8,3 × 5,2 cm notiert hatte).
- Der neue Dädalus (Le nouveau Dédale, übers. von Klaus H. Fischer; darin: Klaus H. Fischer: Rousseaus Schrift über die Aeronautik). Schutterwald/Baden 2000, ISBN 3-928640-58-5.
- Blaise Bachofen, Céline Spector (Hrsg.): Principes du droit de la guerre. Ècrits sur la paix perpétuelle. Vrin, Paris 2008, ISBN 978-2-7116-2141-5 (zu dieser Edition und Interpretation des Textes siehe M. Bloch unter Literatur).
- Jean-Jacques Rousseau: Ich sah eine andere Welt – philosophische Briefe. Hrsg.: Henning Ritter. Hanser, München 2012, ISBN 978-3-446-16027-9 (mit einer Chronik, einer Beschreibung der Briefempfänger und einem Nachwort von Henning Ritter).

### Biografien
- Anne Davier: Jean-Jacques Rousseau. In: Andreas Kotte (Hrsg.): Theaterlexikon der Schweiz – Dictionnaire du théâtre en Suisse. Band 3, Chronos, Zürich 2005, ISBN 3-0340-0715-9, S. 1078. (französisch)
- Rosemarie Ahrbeck: Jean-Jacques Rousseau. Urania, Leipzig/Jena/Berlin 1978.
- Béatrice Durand: Rousseau. Philipp Reclam jun., Stuttgart 2007, ISBN 978-3-15-020315-6.
- Jean Guéhenno: Jean-Jacques. Biographie in drei Bänden, Paris 1948–1952.
- Georg Holmsten: Jean-Jacques Rousseau. Mit Selbstzeugnissen und Bilddokumenten. Rowohlt, Reinbek bei Hamburg 1972, ISBN 3-499-50191-0.
- Christiane Landgrebe: Zurück zur Natur? – Das wilde Leben des Jean-Jacques Rousseau. Beltz, Weinheim 2012, ISBN 978-3-407-22928-1.
- Albert Sacharowitsch Manfred: Rousseau - Mirabeau - Robespierre. Drei Lebensbilder. Verlag der Nation, Berlin 1989, ISBN 3-373-00304-0.
- Alfred Schäfer: Jean-Jacques Rousseau. Ein pädagogisches Porträt. Weinheim 2002.
- Michel Soëtard: Jean-Jacques Rousseau. Leben und Werk. Beck, München 2012, ISBN 978-3-406-63197-9.
- Bernhard H. F. Taureck: Jean-Jacques Rousseau. Mit Selbstzeugnissen und Bilddokumenten. Rowohlt, Reinbek bei Hamburg 2009, ISBN 978-3-499-50699-4.

### Einführungen
- Christiane Bender: Freiheit, Verantwortung, direkte Demokratie: Zur Relevanz von Rousseau heute. In: Aus Politik und Zeitgeschichte. 62. Jg., 46–47/2012, S. 49–54.
- Günther Mensching: Jean-Jacques Rousseau zur Einführung. Junius, Hamburg 2000, ISBN 3-88506-384-0.
- Ursula Reitemeyer, Tim Zumhof (Hrsg.): Rousseau zur Einführung (= Studienbücher zur Lehrerbildung. Band 2, Theologie). Lit, Münster 2014, ISBN 978-3-643-12547-7.

### Lexikoneinträge
- Herbert R. Ganalandt, Martin Carrier: Jean-Jacques Rousseau. In: Jürgen Mittelstraß, Gereon Wolters (Hrsg.): Enzyklopädie Philosophie und Wissenschaftstheorie. 4 Bände, Mannheim, ab Band 3 (1995), Stuttgart/Weimar (1980–1984–1996); korrigierter Nachdruck für Band 1 und 2, Stuttgart/Weimar: Metzler, 1995; Nachdruck Band 1–4, ebenda 2004, Band 3, S. 645–647. 2. neubearb. und wesentlich erg. Auflage ebenda 2005.
- Wolfdietrich von Kloeden: Jean-Jacques Rousseau. In: Biographisch-Bibliographisches Kirchenlexikon (BBKL). Band 8, Bautz, Herzberg 1994, ISBN 3-88309-053-0, Sp. 845–857 (Artikel/Artikelanfang im Internet-Archive).

### Vertiefungen
- Reinhard Bach: Rousseau und die Physiokraten. Politische Ideengeschichte im begrifflichen Wandel zwischen Aufklärung und Revolution. Böhlau Verlag, Wien/Köln/Weimar 2018. ISBN 978-3-412-50019-1.
- Bronisław Baczko: Rousseau. Einsamkeit und Gemeinschaft. Europa, Wien 1970, ISBN 3-203-50008-6 (übersetzt von Edda Werfel), Baulino, Ulm 1984.
- Dietrich Benner / Friedhelm Brüggen (1996): Das Konzept der Perfectibilité bei Jean-Jacques Rousseau. Ein Versuch, Rousseaus Programm theoretischer und praktischer Urteilsbildung problemgeschichtlich und systematisch zu lesen. In: Otto Hansmann: Seminar: Der pädagogische Rousseau. Band II: Kommentare, Interpretationen, Wirkungsgeschichte. Deutscher Studien Verlag, Weinheim, S. 12–48.
- Jörg Bockow: Erziehung zur Sittlichkeit – Zum Verhältnis von praktischer Philosophie und Pädagogik bei Jean-Jacques Rousseau und Immanuel Kant. Peter Lang, Frankfurt am Main / Bern / New York 1984, ISBN 3-8204-5598-1.
- Winfried Böhm, Frithjof Grell (Hrsg.): Jean-Jacques Rousseau und die Widersprüche der Gegenwart. Ergon, Würzburg 1991, ISBN 3-928034-06-5.
- Rainer Bolle: Jean-Jacques Rousseau. Das Prinzip der Vervollkommnung des Menschen durch Eduktion und die Frage nach dem Zusammenhang von Freiheit, Glück und Identität. Waxmann Verlag, Münster u. a., 3. überarb. und erw. Aufl. 2012.
- Ernst Cassirer: Die Einheit des Werkes von Jean-Jacques Rousseau. Dinter, Köln 1998, ISBN 3-924794-39-1.
- Ernst Cassirer, Jean Starobinski, Robert Darnton: Drei Vorschläge, Rousseau zu lesen. Fischer, Frankfurt 1989, ISBN 3-596-26569-X.
- Philip Dingeldey: Rousseau on the Size of Republics: Between radical democracy and representation. In: International Journal of Latest Research in Humanities and Social Studies. 5. Jg. (2022), Nr. 2, ISSN 2356-315X, S. 97–109 (ijlrhss.com [PDF; 469 kB]).
- Paul de Man: Allegorien des Lesens II: Die Rousseau-Aufsätze. Übers. Sylvia Rexing. Hrsg. und mit einem Nachwort von Gerhard Poppenberg. Matthes & Seitz, Berlin 2012, ISBN 978-3-88221-567-0.
- Jacques Derrida: Grammatologie, Suhrkamp, Frankfurt am Main 1974.
- David Edmonds, John Eidinow: Rousseau’s Dog. Two Great Thinkers at War in the Age of Enlightenment. HarperCollins (Ecco), New York 2006, ISBN 0-06-074490-1. Und Faber & Faber, London 2006, ISBN 0-571-22405-9.
  - Deutsch von Sonja Finck: Rousseaus Hund. Zwei Philosophen, ein Streit und das Ende aller Vernunft.[100] Deutsche Verlags-Anstalt, Stuttgart 2008, ISBN 978-3-421-04251-4 (über Rousseau und David Hume).
- Nils Ehlers: Der Widerspruch zwischen Mensch und Bürger bei Rousseau. Cuvillier, Göttingen 2004, ISBN 3-86537-306-2.
- Iring Fetscher: Rousseaus politische Philosophie. Zur Geschichte des demokratischen Freiheitsbegriffs. 7. Auflage. Suhrkamp, Frankfurt am Main 1993, ISBN 3-518-27743-X. (10. Aufl. 2009).
- Jean Firges: Julie oder die Neue Héloïse. Die Genese der bürgerlichen Ideologie (= Exemplarische Reihe Literatur und Philosophie. Band 18). Sonnenberg, Annweiler am Trifels 2004, ISBN 3-933264-36-7.
- Klaus H. Fischer: Jean-Jacques Rousseau. Die soziologischen und rechtsphilosophischen Grundlagen seines Denkens. Wissenschaftlicher Verlag, Schutterwald/Baden 1991, ISBN 3-928640-00-3.
- Maximilian Forschner: Rousseau. Alber, Freiburg 1977, ISBN 3-495-47349-1.
- Otto Hansmann: Jean-Jacques Rousseau (1712–1778). Reihe: Basiswissen Pädagogik. Historische Pädagogik, Band 1, hrsg. v. C. Lost / C. Ritzi. Schneider Verlag Hohengehren GmbH, Baltmannsweiler, 2002.
- Otto Hansmann: Vom Menschen. Über Erziehung. Zum Bürger. Vorlesungen zu Rousseaus Anthropologie, Pädagogik und Staatsphilosophie. Verlag Königshausen & Neumann, Würzburg, 2012.
- Otto Hansmann: Logik der Paradoxie. Jean-Jacques Rousseaus Paradoxien im Spannungsfeld von Philosophie, Pädagogik und Politik. Verlag Königshausen & Neumann, Würzburg 2013.
- Karlfriedrich Herb: Rousseaus Theorie legitimer Herrschaft. Voraussetzungen und Begründungen. Königshausen und Neumann, Würzburg 1989.
- Wolfgang Kersting: Jean-Jacques Rousseaus „Gesellschaftsvertrag“. Wissenschaftliche Buchgesellschaft, Darmstadt 2002, ISBN 3-534-14502-X.
- Volker Kraft: Rousseaus Emile. Lehr- und Studienbuch. Klinkhardt Verlag, Bad Heilbrunn, 1993.
- Volker Ladenthin: Sprachkritische Pädagogik. Beispiele in systematischer Absicht. Band 1: Rousseau – mit Ausblick auf Thomasius, Sailer und Humboldt. Weinheim 1996.
- Jean Lechat: Discours sur les sciences et les arts. Discours sur l'origine et les fondements de l'inégalité parmi les hommes. Rousseau. (Interpretationen) Reihe Balises, Série Oeuvres #91, Nathan, Paris 1994, ISBN 2-09-180758-3.[101]
- Heinrich Meier: Über das Glück des philosophischen Lebens. Reflexionen zu Rousseaus Rêveries in zwei Bänden. Verlag C. H. Beck, München 2011, ISBN 978-3-406-62287-8.
- André Niedostadek (Hrsg.): Jean-Jacques Rousseau – Notizen zu einem Querkopf. Verlag Dr. Kovac, Hamburg 2013, ISBN 978-3-8300-7293-5.
- Martin Oppelt: Gefährliche Freiheit: Rousseau, Lefort und die Ursprünge der radikalen Demokratie (= Schriftenreihe Zeitgenössische Diskurse des Politischen. Band 13), Nomos, Baden-Baden 2017, ISBN 978-3-8487-2763-6 (Dissertation Universität Augsburg 2015, 504 Seiten, 23 cm).
- Martin Rang: Rousseaus Lehre vom Menschen. Göttingen 1959.
- Juliane Rebentisch: Zur Dialektik demokratischer Existenz. 3. Teil: Demokratie und Ästhetisierung. Suhrkamp, Berlin 2012, V. Kapitel: Das Spektakel der Demokratie: Rousseau.
- Michaela Rehm: Bürgerliches Glaubensbekenntnis. Moral und Religion in Rousseaus politischer Philosophie. Wilhelm Fink Verlag, München 2006.
- Principes du droit de la guerre. Jean-Jacques Rousseau: Prinzipien des Krieges; Möglichkeit und Unmöglichkeit internationaler Politik. Rousseaus Auffassung des Krieges. Interpretation und mit einer Einleitung zur Textgeschichte von Michael Bloch. In: Deutsche Zeitschrift für Philosophie. Jahrgang 58, Heft 2, Akademie Verlag, Berlin 2010, S. 288–306.
- Christian Ritzi (Hrsg.): Jean-Jacques Rousseaus „Émile“. Erziehungsroman, philosophische Abhandlung, historische Quelle. Verlag Julius Klinkhardt, Bad Heilbrunn, 2014, ISBN 978-3-7815-1982-4.
- Tilo Schabert: Jean-Jacques Rousseau. In Tilo Schabert (Hrsg.): Der Mensch als Schöpfer der Welt – Formen und Phasen revolutionären Denkens in Frankreich 1762 bis 1794. List, München 1971, ISBN 978-3-471-61510-2, S. 35–83.
- Klaus Semsch: Rousseaus subjektive Distanznahme von der Rhetorik. In: Abstand von der Rhetorik. Strukturen und Funktionen ästhetischer Distanznahme von der ‚ars rhetorica‘ bei den französischen Enzyklopädisten. Felix Meiner, Hamburg 1999, ISBN 3-7873-1396-6, S. 131–186. (Studien zum 18. Jahrhundert, 25)
- Robert Spaemann: Rousseau – Bürger ohne Vaterland. Von der Polis zur Natur. Piper, München 1980, ISBN 3-492-00503-9.
- Robert Spaemann: Rousseau – Mensch oder Bürger. Das Dilemma der Moderne. Klett-Cotta, Stuttgart 2008, ISBN 978-3-608-94245-3 (Neuauflage des Werkes: Rousseau – Bürger ohne Vaterland. Von der Polis zur Natur.).
- Claude Lévi-Strauss: Strukturale Anthropologie II. Das 2. Kapitel: Jean-Jacques Rousseau. Begründer der Wissenschaften vom Menschen. (Titel der Originalausgabe Anthropologie Structurale deux. 1973).
- Jean Starobinski: Rousseau. Eine Welt von Widerständen. Fischer-Taschenbuch-Verlag, Frankfurt am Main 1988, ISBN 3-596-10255-3 (französisch: La transparence et l’obstacle. Übersetzt von Ulrich Raulff, ungekürzte Ausgabe).
- Ulrich Steinvorth: Stationen der politischen Theorie. 3. Auflage. Reclam, Stuttgart 1994, ISBN 3-15-007735-4, S. 97–132.
- Dieter Sturma: Jean-Jacques Rousseau. C. H. Beck, München 2001, ISBN 3-406-41949-6.
- Ghislain Waterlot: Rousseau. Religion et politique. Presses Universitaires de France, Paris 2004.

## Belletristik
- Lion Feuchtwanger: Narrenweisheit oder Tod und Verklärung des Jean-Jacques Rousseau. Aufbau-Verlag, Berlin 1952 (Neuauflage: Süddeutsche Zeitung, München 2008, ISBN 978-3-86615-538-1).
- Ludwig Harig: Rousseau. Der Roman vom Ursprung der Natur im Gehirn. Hanser, München 1978, ISBN 3-423-01728-7; Neuausgabe: Carl Hanser, München 1998, ISBN 3-446-12502-7.
- Karl-Heinz Ott: Wintzenried. Roman. Hoffmann & Campe Verlag, Hamburg 2011, ISBN 978-3-455-40311-4.
- Bruno Preisendörfer: Lauter Bekenntnisse. Essay. In: Le monde diplomatique. Juni 2012, S. 2.[102]
- Marvin Chlada: Gespräch unter Busenfreunden. In: Der Lautsprecher. Band 5: Sauber & Sexy. Hrsg. von Svenja Eckert und Boris Kerenski, Lautsprecherverlag: Freiburg/Br. 2001, S. 164–173.
- Heinrich Meier, Über das Glück des philosophischen Lebens, Reflexionen zu Rousseaus Rêveries in zwei Büchern, C.H. Beck Verlag, München 2011, ISBN 978-3-406-62287-8. Chinesisch 2013. Amerikanisch 2016.

## Film
- Jean-Jacques Rousseau – Nichts zu verbergen (Original: Jean-Jacques Rousseau, tout dire). Dokumentation (Frankreich, Schweiz, 2012, 87 min)[103]